# Biserica de lemn din Moișa

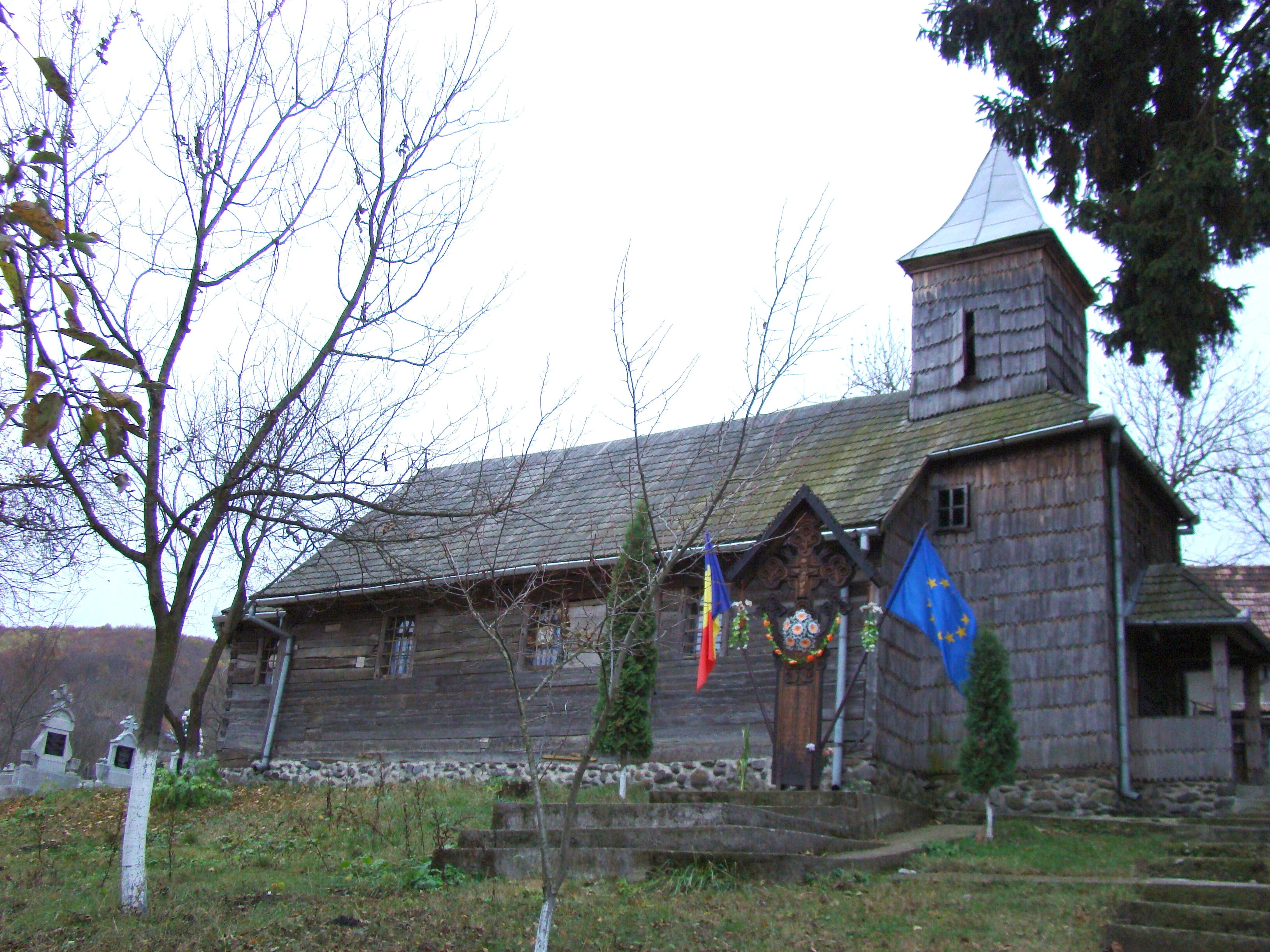
Biserica de lemn „Sfinții Arhangheli Mihail și Gavriil” din Moișa, comuna Glodeni, județul Mureș, foto: noiembrie 2009.

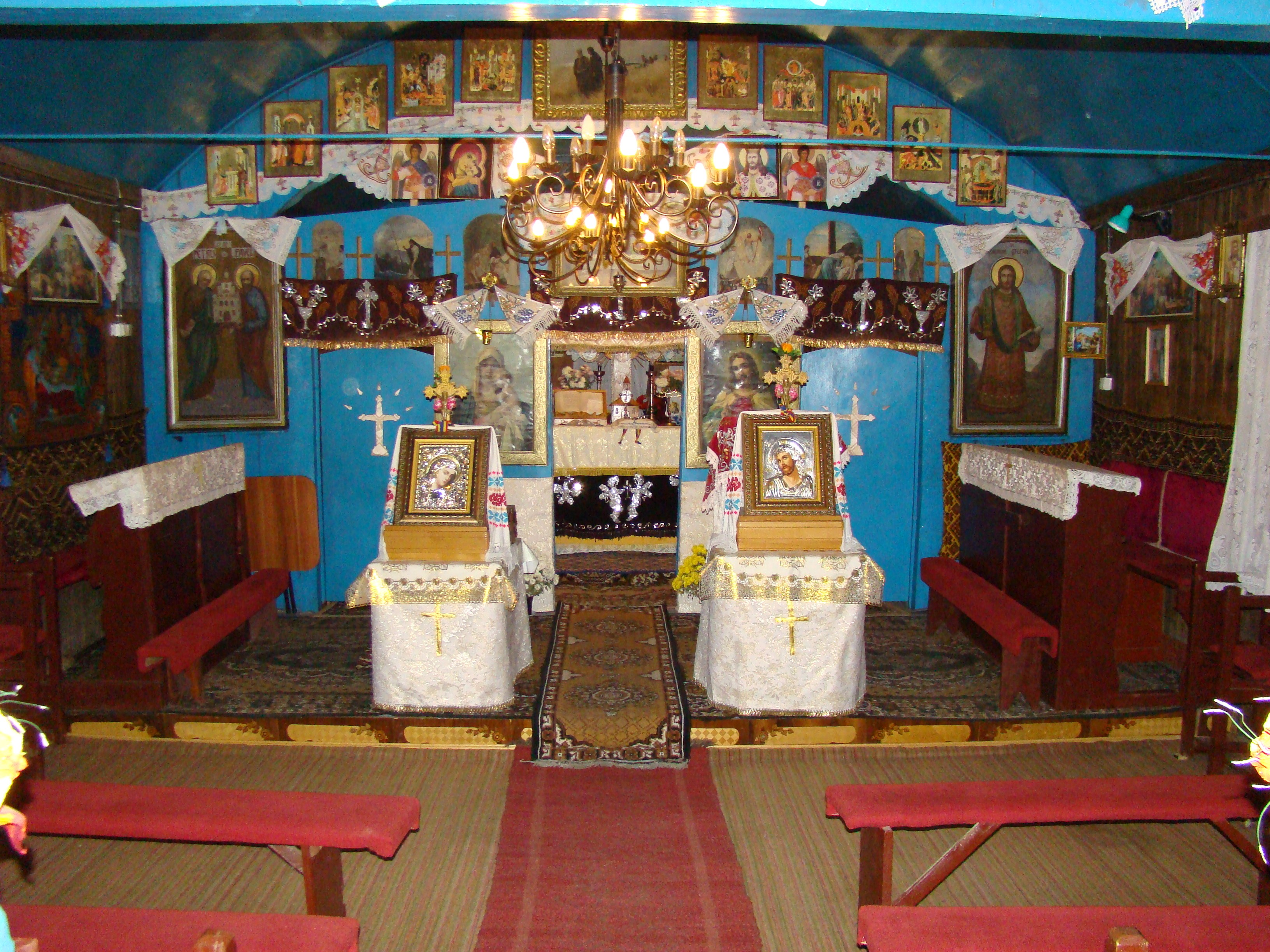
Interiorul navei

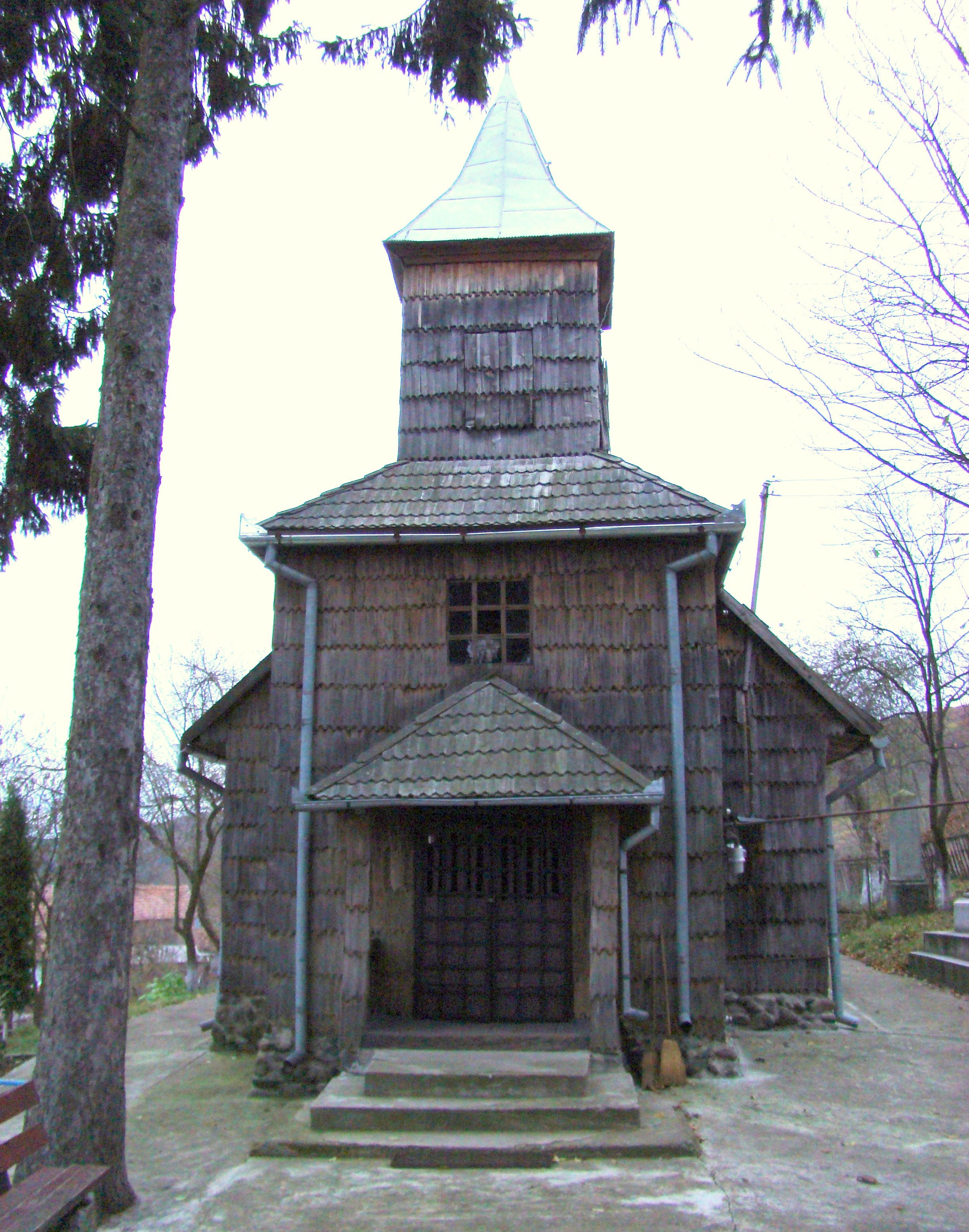
Biserica de lemn „Sfinții Arhangheli Mihail și Gavriil” din Moișa, comuna Glodeni, județul Mureș, foto: noiembrie 2009.

Biserica de lemn din Moișa, comuna Glodeni, județul Mureș. Deși conscripția greco-catolică a lui Clain din anul 1733 pomenește de existența unei biserici în sat, datarea bisericii este incertă, unii specialiști plasând edificarea acesteia la începutul secolului al XIV-lea. Biserica se află pe noua listă a monumentelor istorice sub codul LMI:  MS-II-m-A-15727.

## Istoric
Satul Moișa face parte din comuna Glodeni, situându-se pe drumul ce leagă satele Merișor și Săbed. Localitatea este atestată documentar încă de la 1256, sub denumirea de terra Moys, fiind cunoscută de-a lungul timpului ca având o populație, în mare majoritate, românească. Conform recensământul din 1857, în Moișa trăiau 362 locuitori, dintre care 341 greco-catolici și 21 reformați, iar la 1910, dintr-un total de 480 locuitori, 452 erau români, 23 maghiari, 3 germani și 2 de altă etnie.
Conscripția greco-catolică a lui Clain din anul 1733, menționează existența unei biserici de lemn aflate în folosința enoriașilor uniți. Șematismul greco-catolic de la 1900 consemnează că lăcașul de cult a fost construit la 1752, fiind strămutat din comuna Ibănești, de pe Valea Gurghiului. În cursul anului 1921 biserica a fost reconstruită, fiind și extinsă pentru a putea primi cât mai mulți oameni.
În cursul anului 1980, biserica a beneficiat de o amplă renovare, primind o fundație din piatră cimentată, fapt ce îi conferă stabilitate în condițiile amplasării edificiului pe coasta dealului. Deși partea mai veche a bisericii a rămas în forma inițială, turnul și pridvorul au fost îmbrăcate în șindrilă, soluție atipică și prea puțin potrivită pentru un lăcaș de cult tradițional.

## Trăsături
Biserica de lemn  este prețuită de obște, simțămînt vădit în starea sa de îngrijire și a întregii incinte de brazi. În secolul XX (1920, 1980) edificiul a suferit intervenții majore (amplificarea părții de vest, refacerea acoperirii interioare), dar analiza sa permite detașarea embrionului de la mijlocul veacului al XVIII-lea. . Acesta este constituit din nava de 7,20 m  și absida altarului, decroșată, poligonală, cu cinci laturi (acoperită cu o boltă semicilindrică, intersectată de fâșii curbe). Traveea de est a bolții naosului a fost înnoită, materialul recuperat a fost folosit la încăperea nouă, cu destinație de pronaos. Pe pereții acesteia, ca și pe cei ai pronaosului inițial, se observă fragmente de pictură, de la sfârșitul secolului al XVIII –lea (mucenici, judecarea lui Is.Hs.), ce pot fi atribuite lui Toader Popovici zugrav.
Icoane pe lemn din al XVIII-lea veac (Maria cu pruncul, Isus Pantocrator), și pe sticlă, din 1803; cărți, însumând puținul rămas dintr-o zestre bogată, se află în custodie la Catedrala Ortodoxă din Târgu Mureș.

## Imagini din exterior

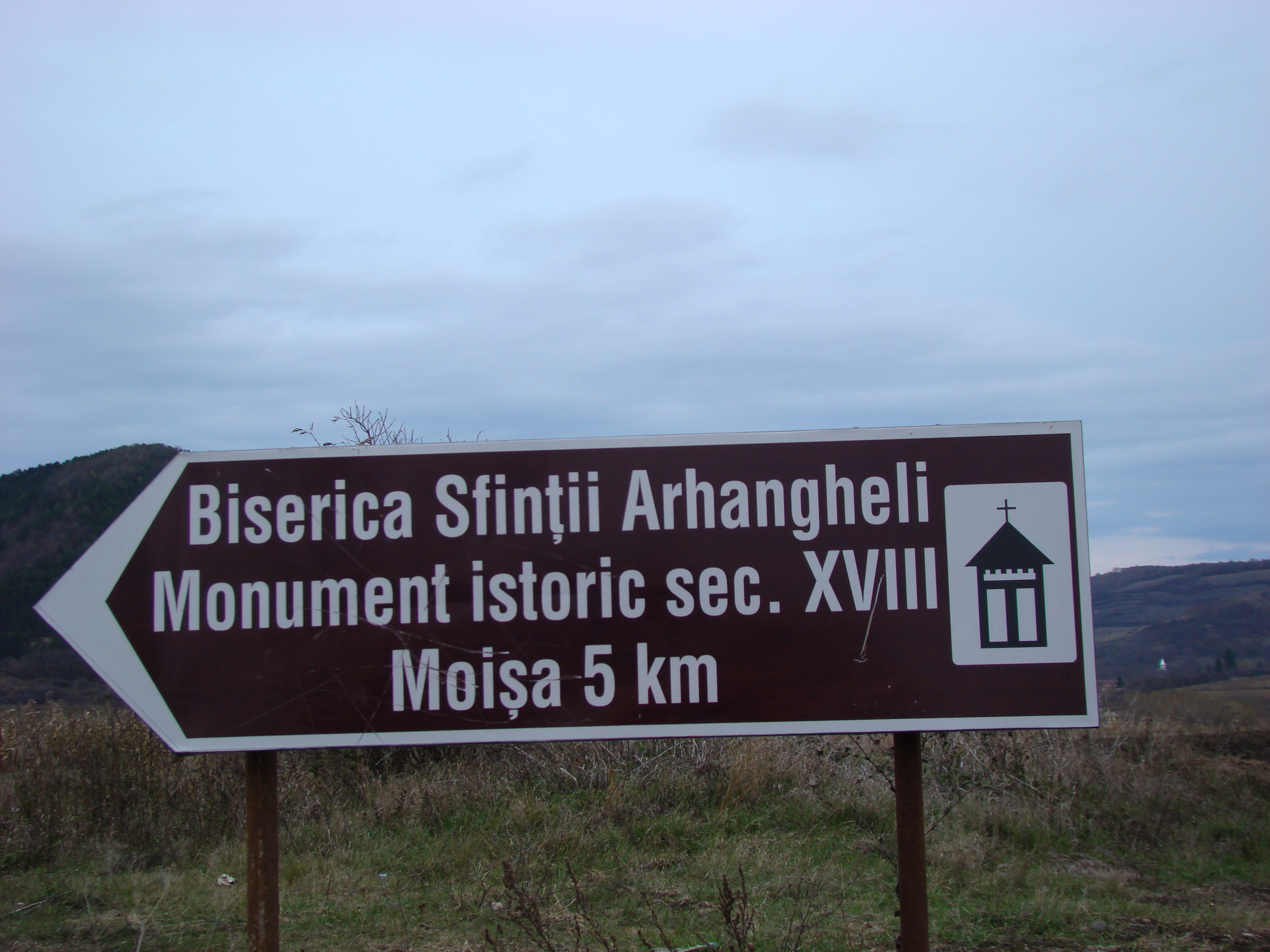
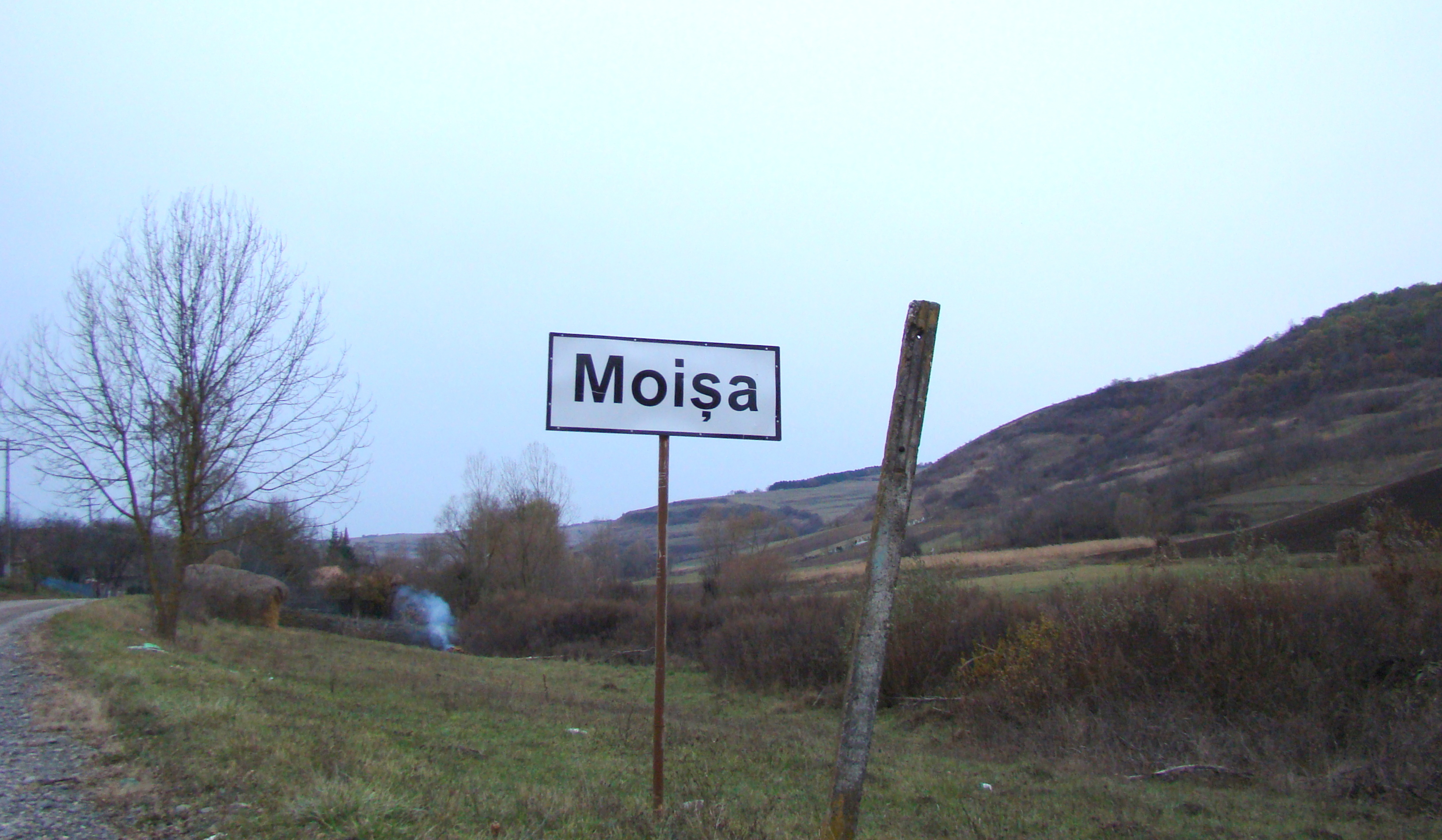
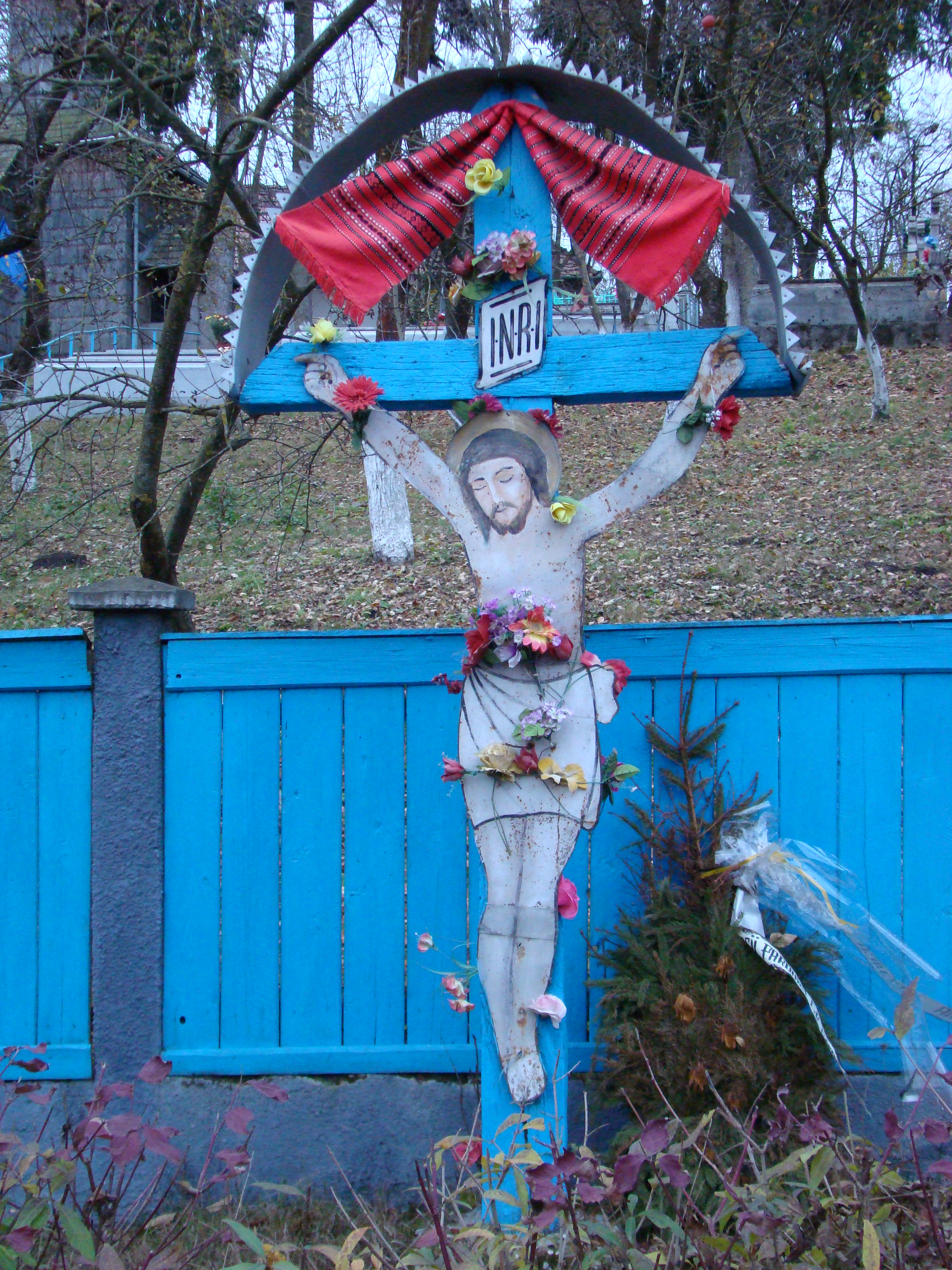
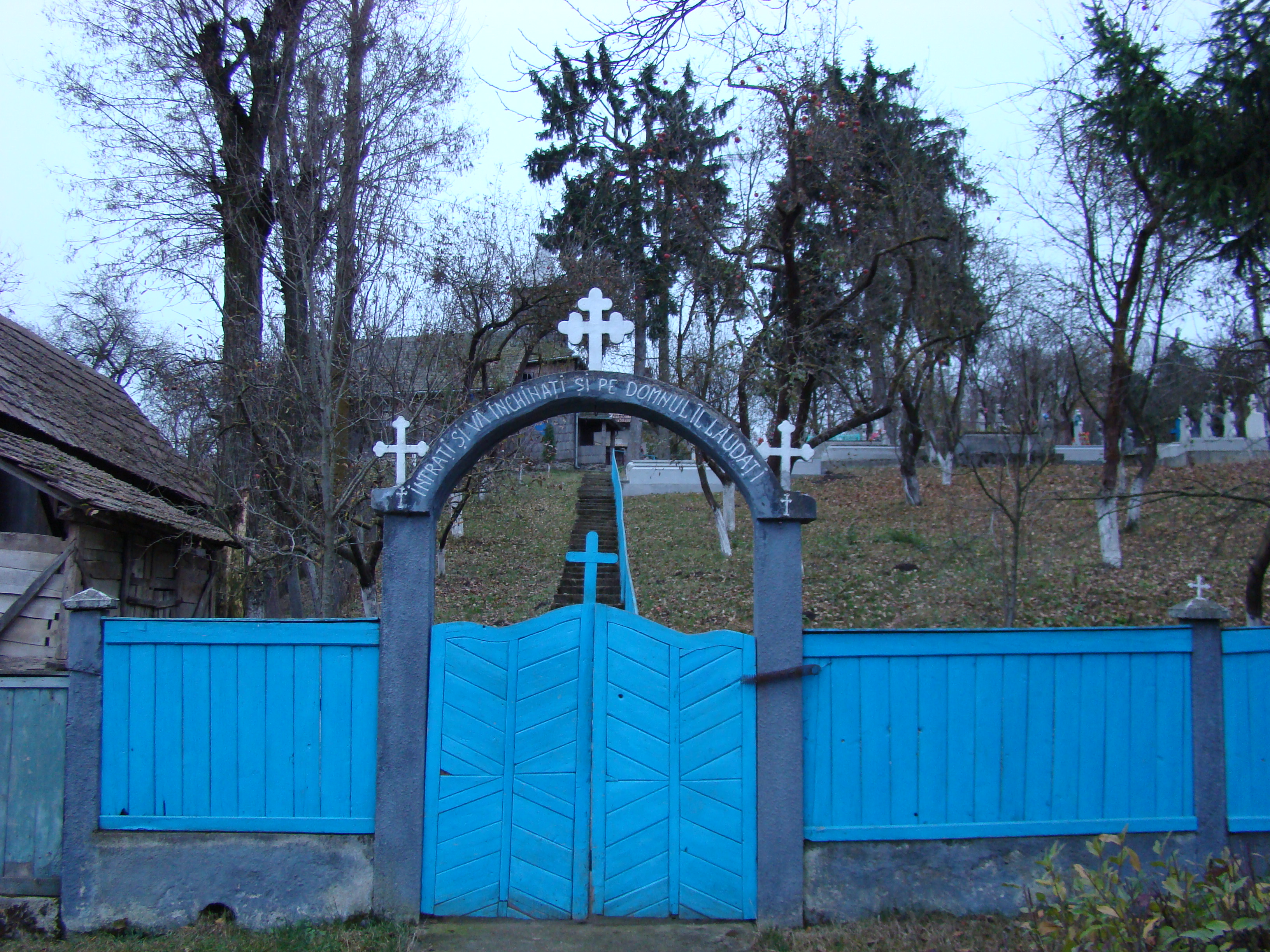
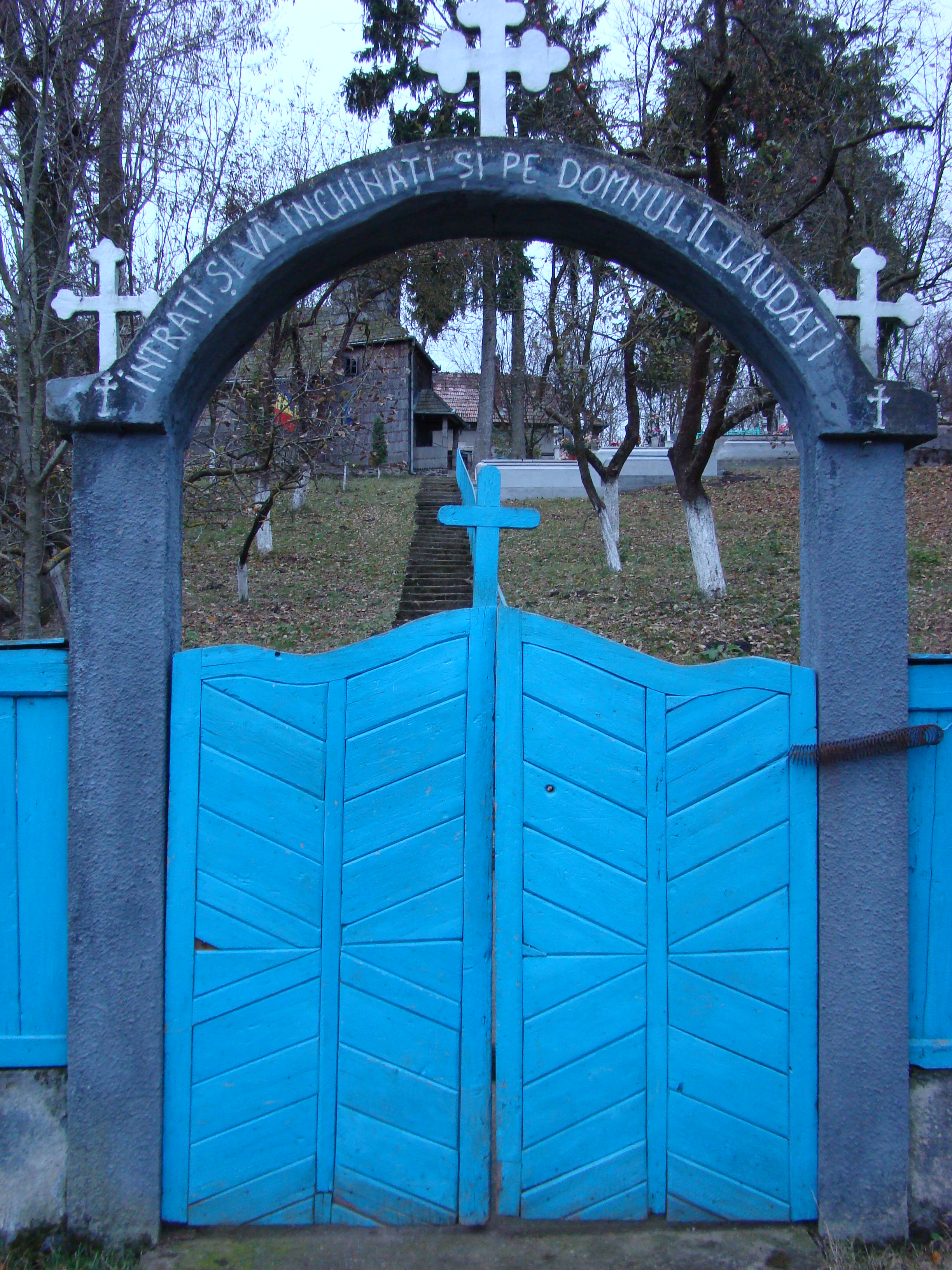
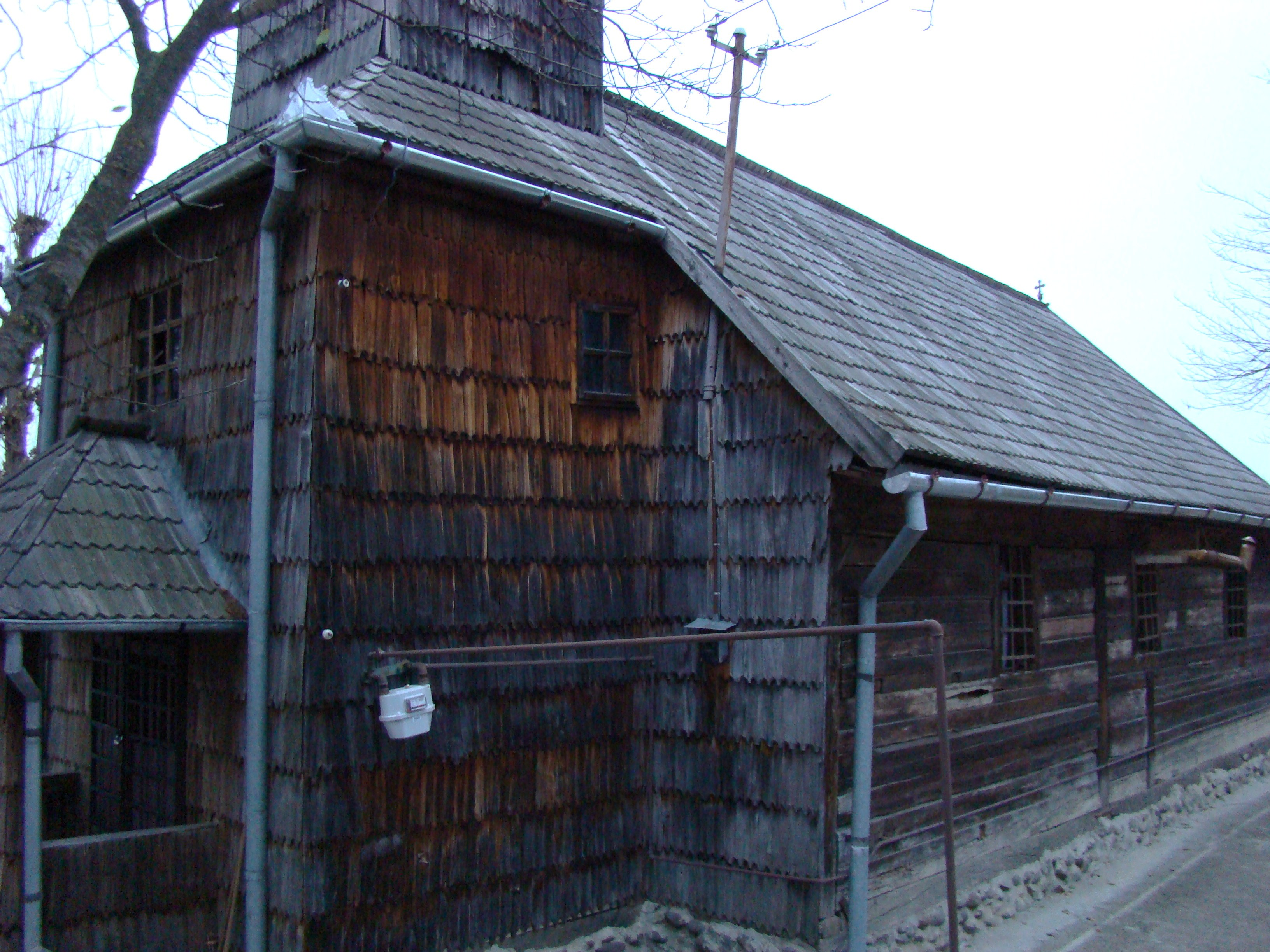
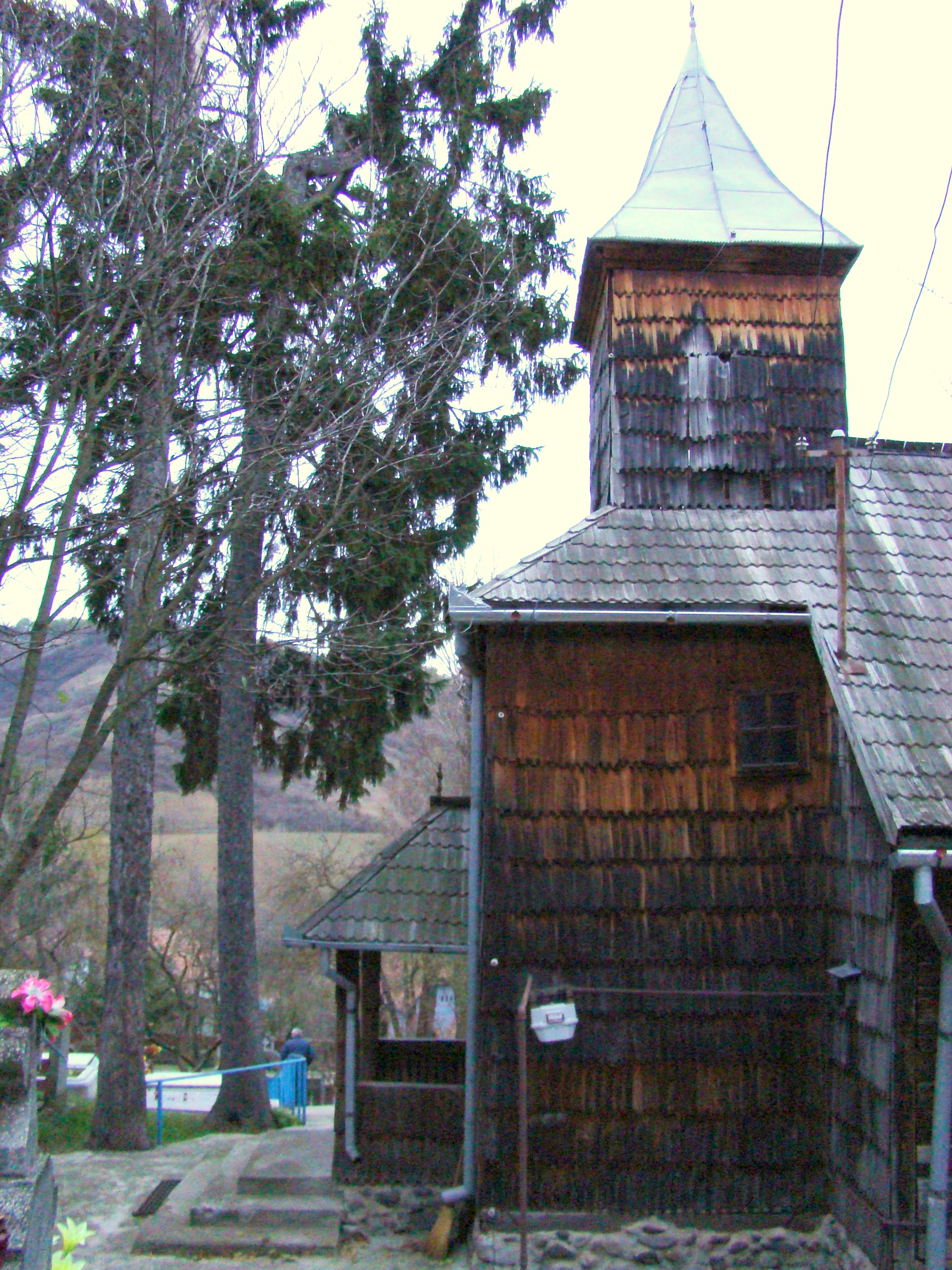
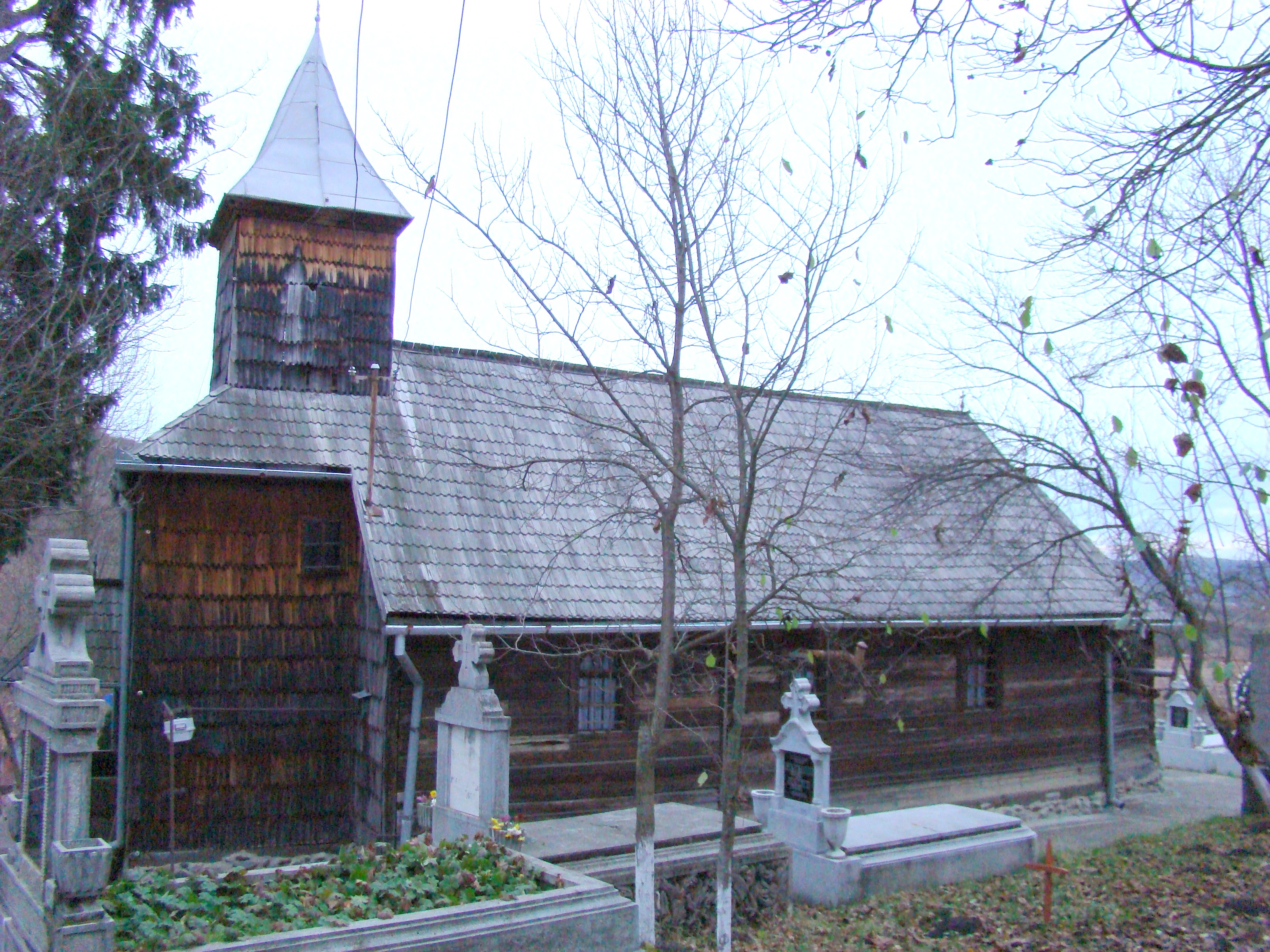
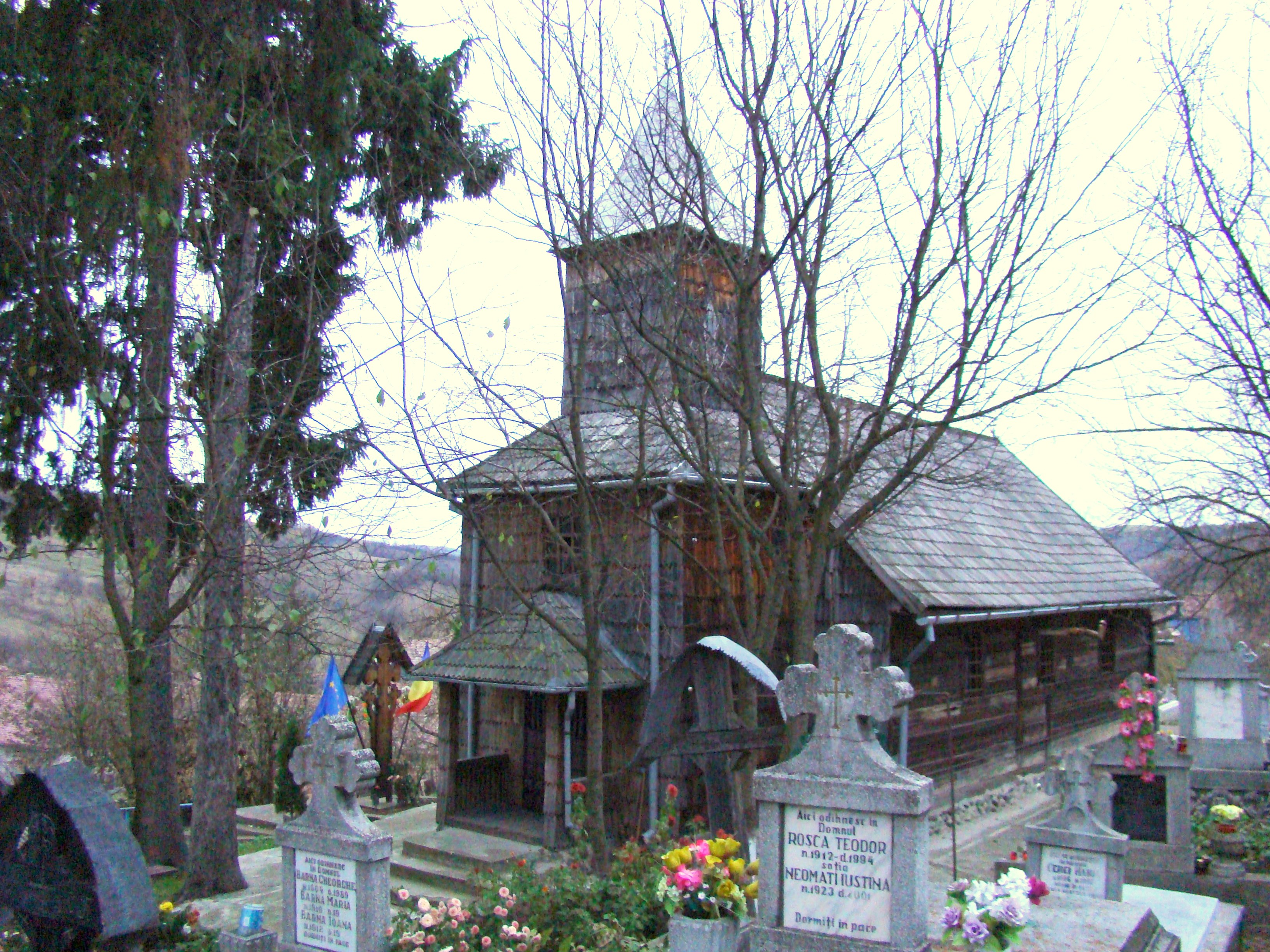
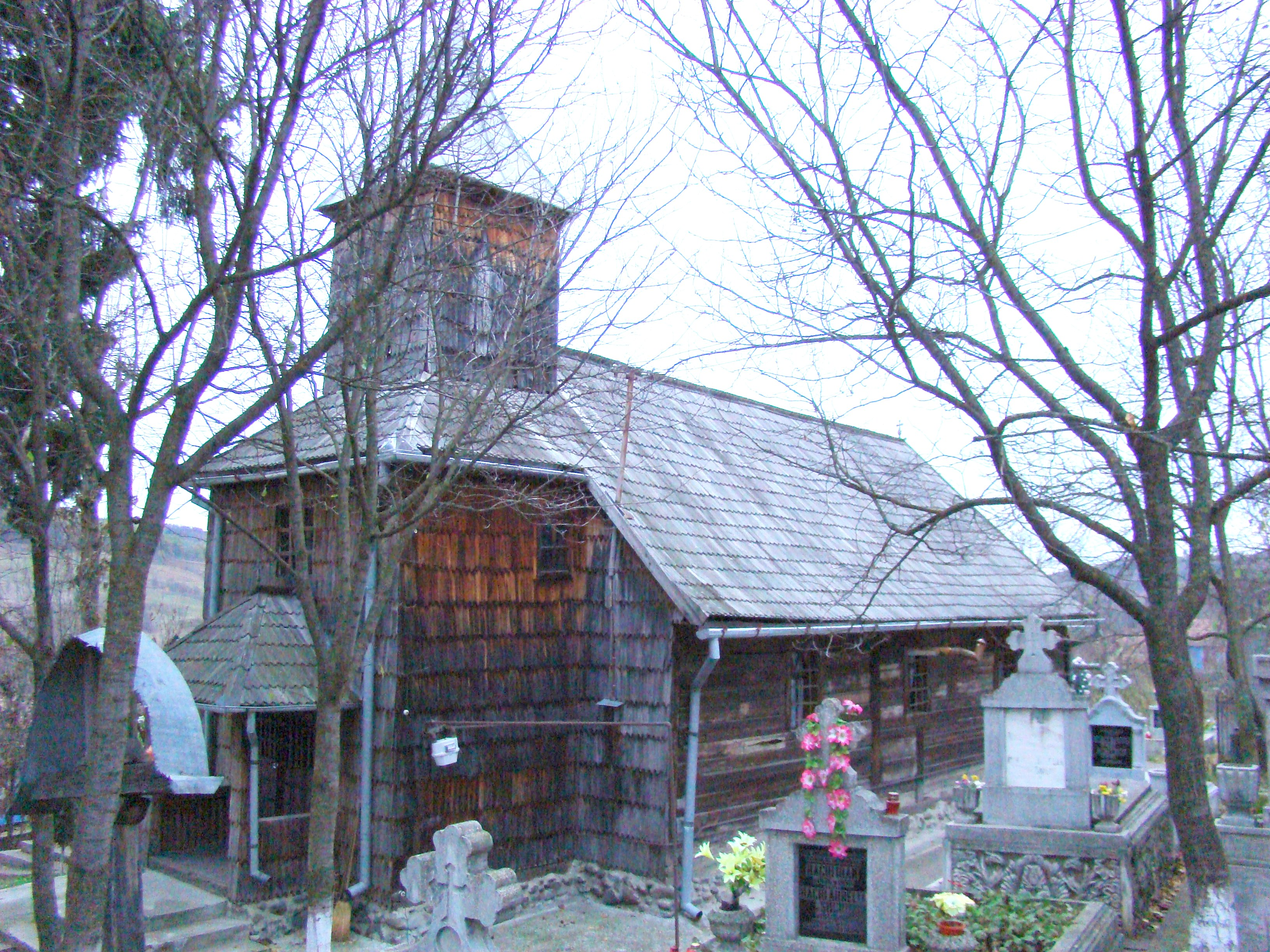
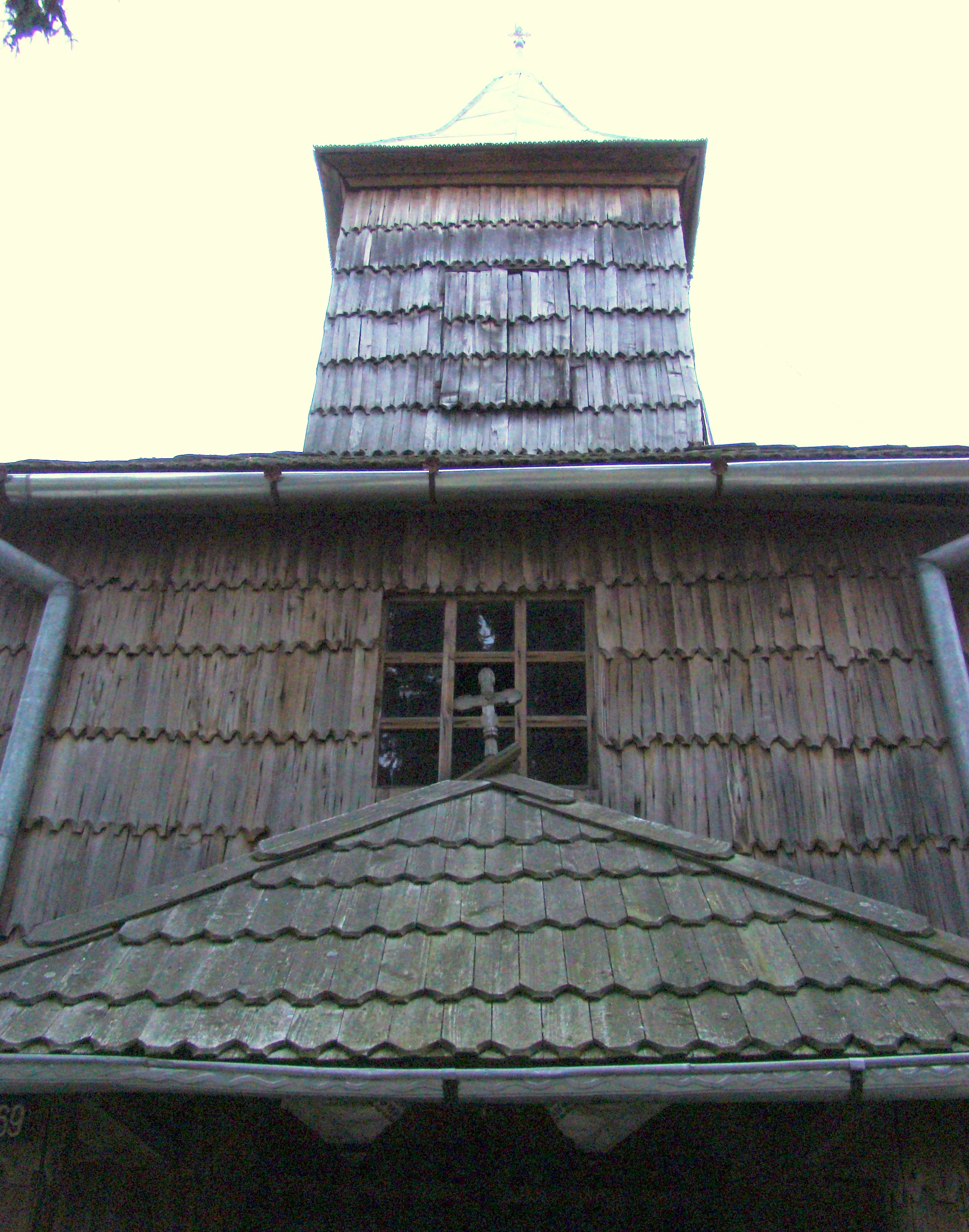
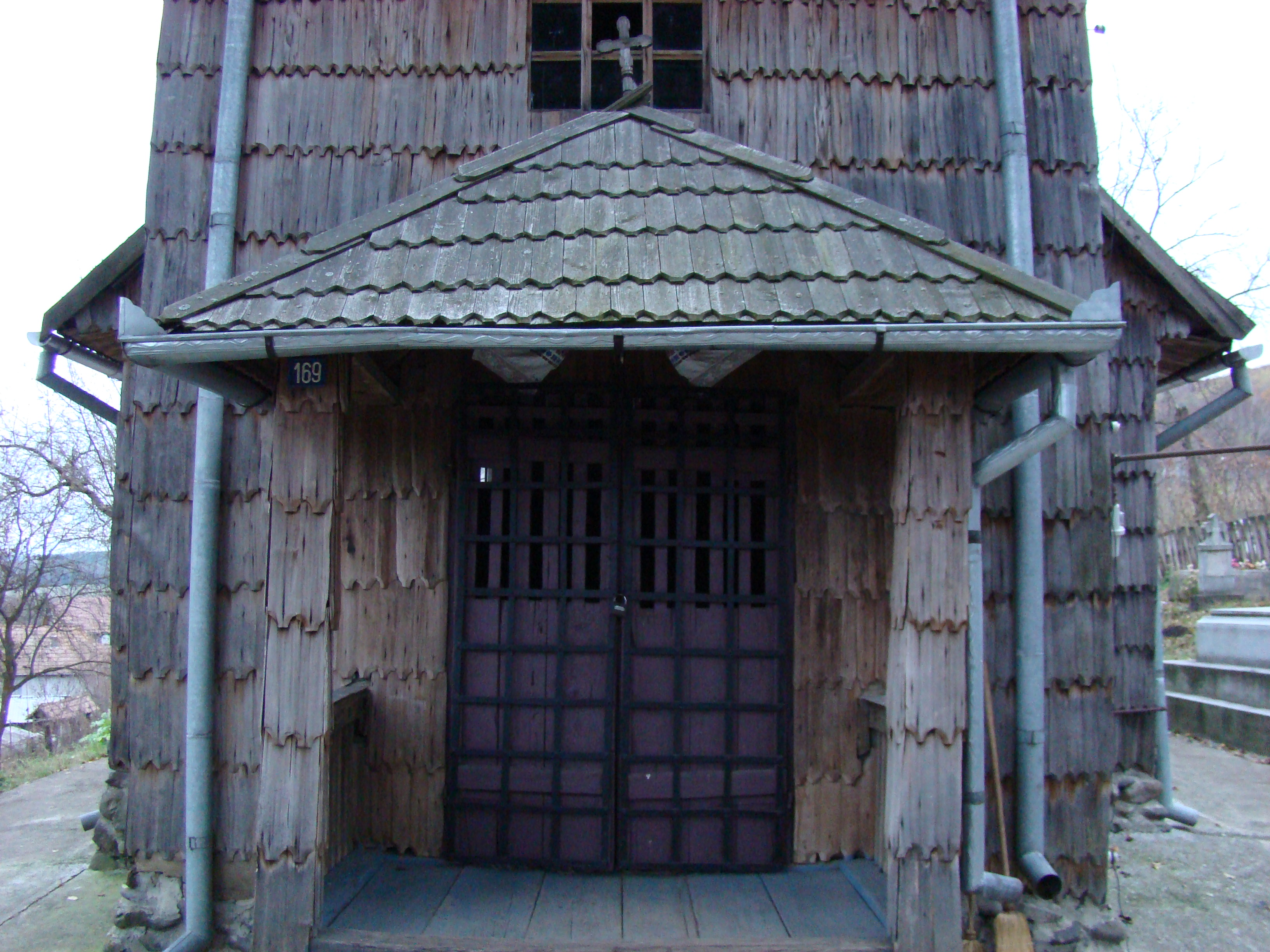
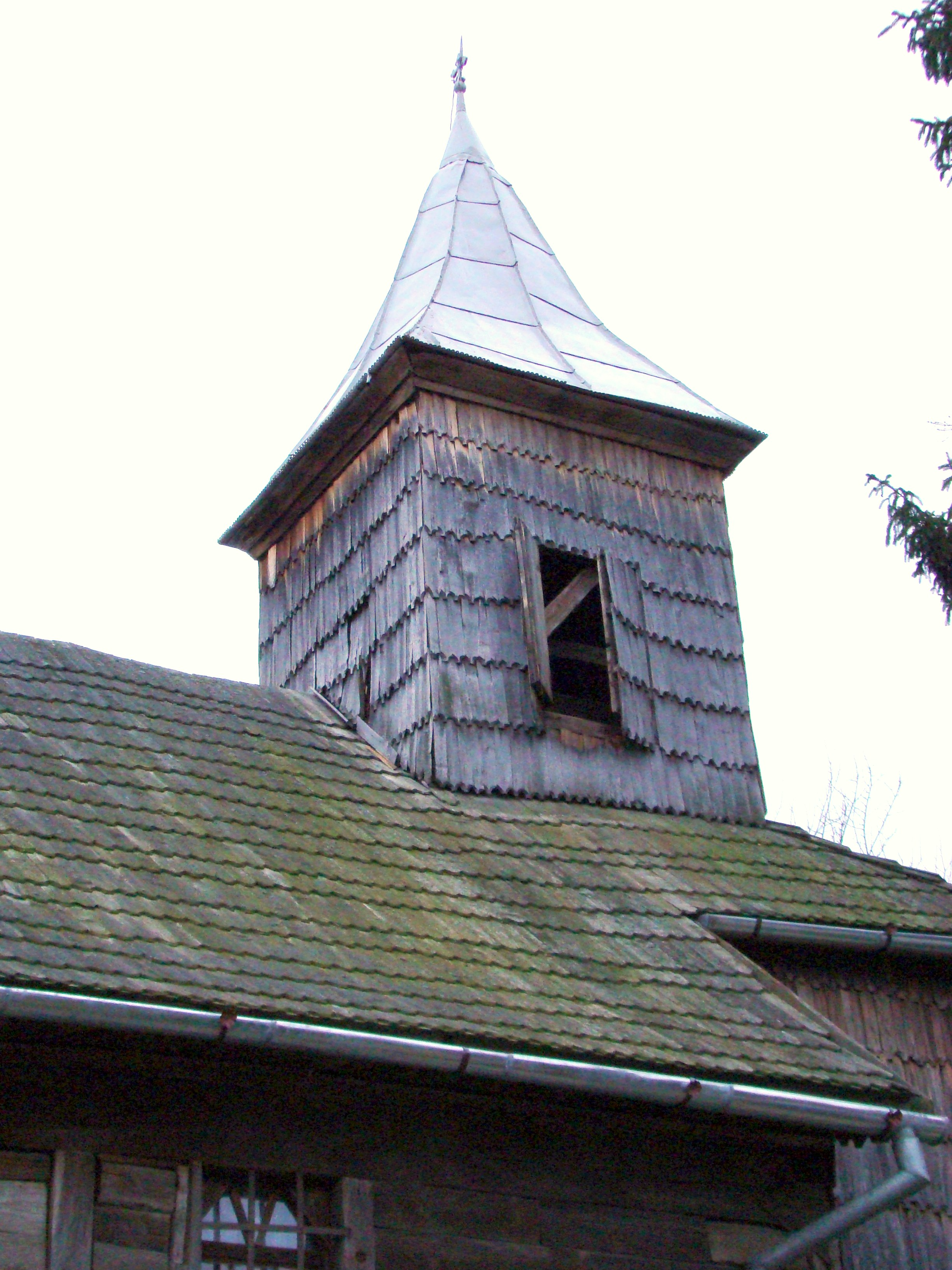
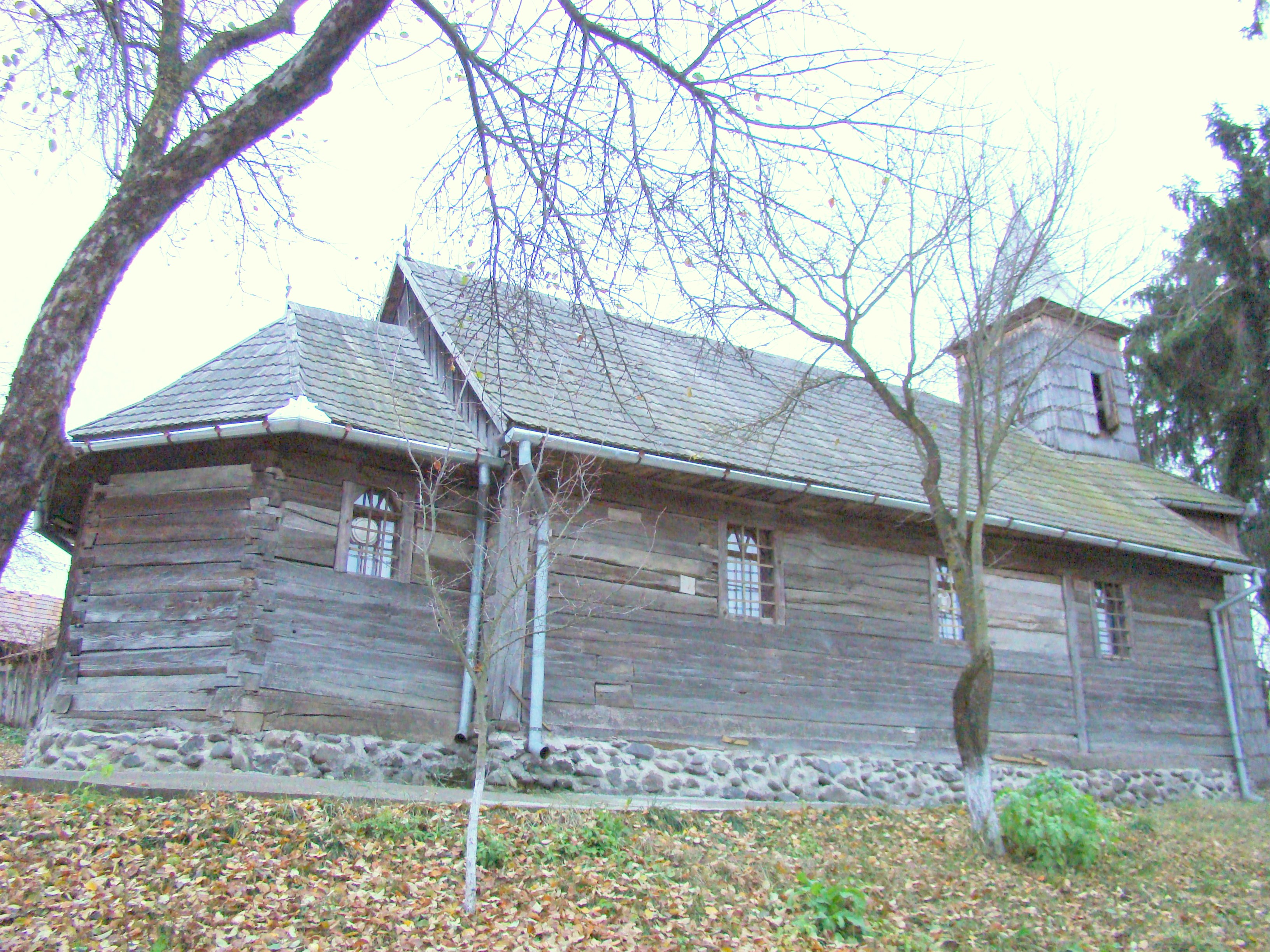
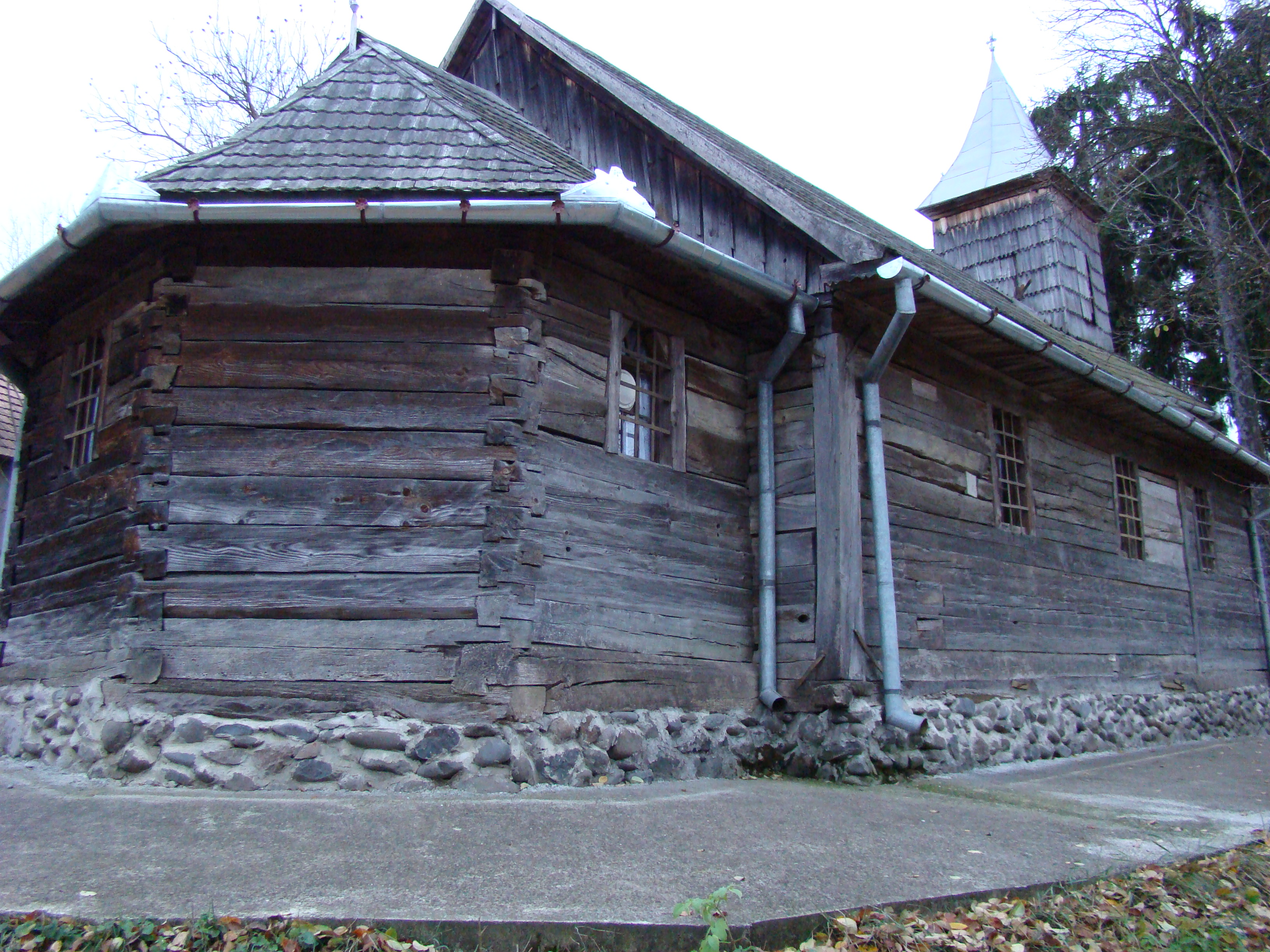
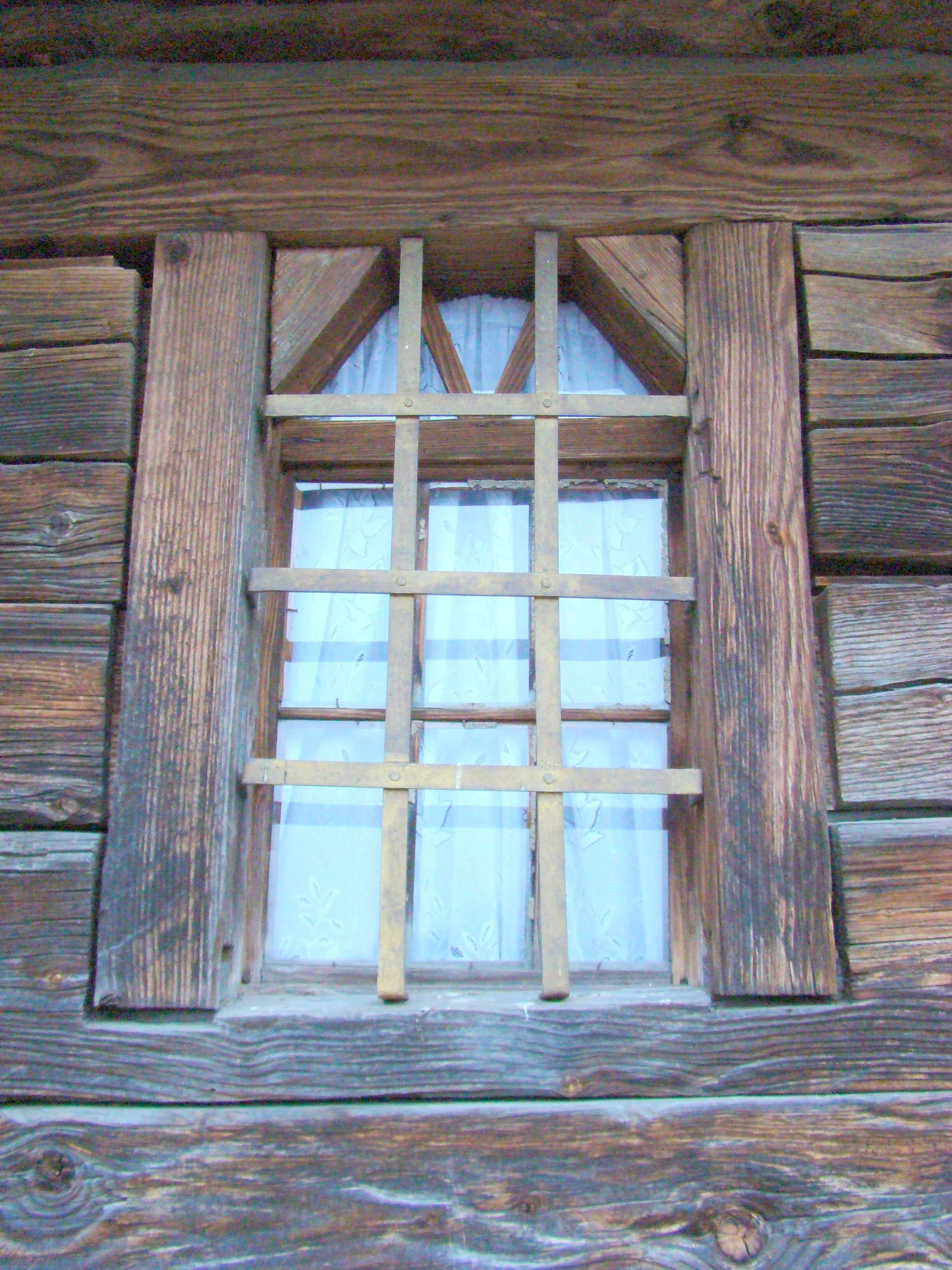
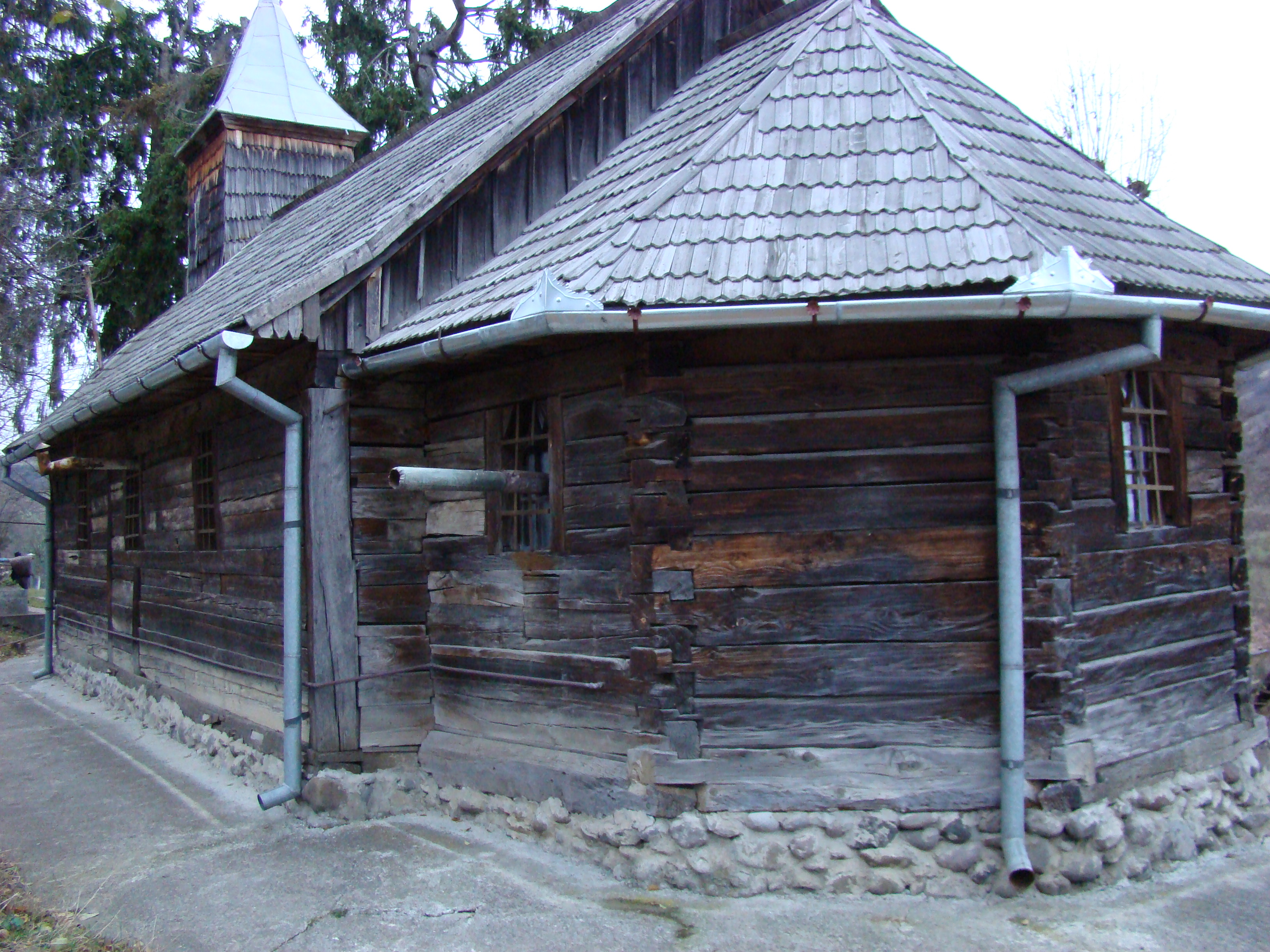
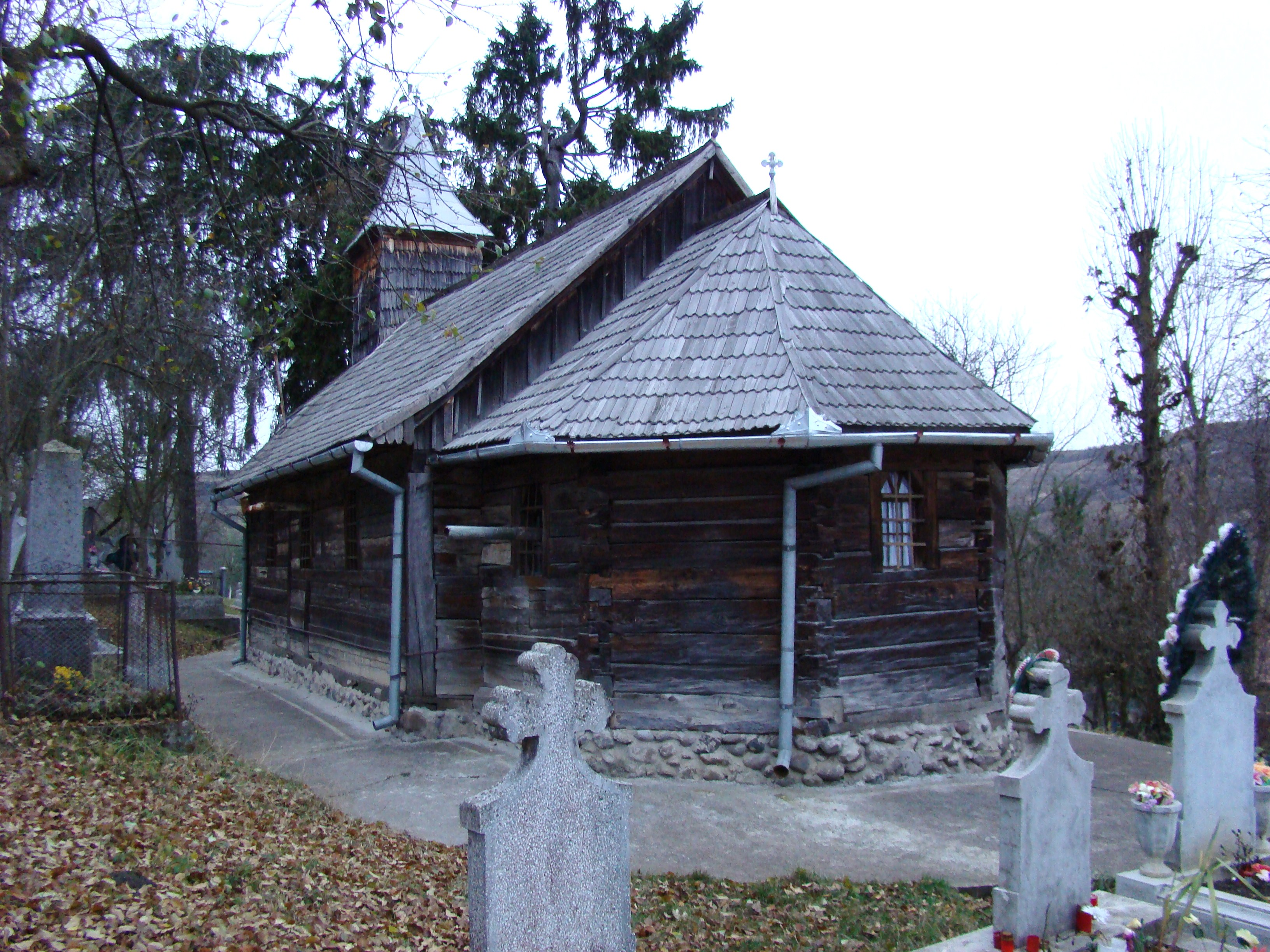
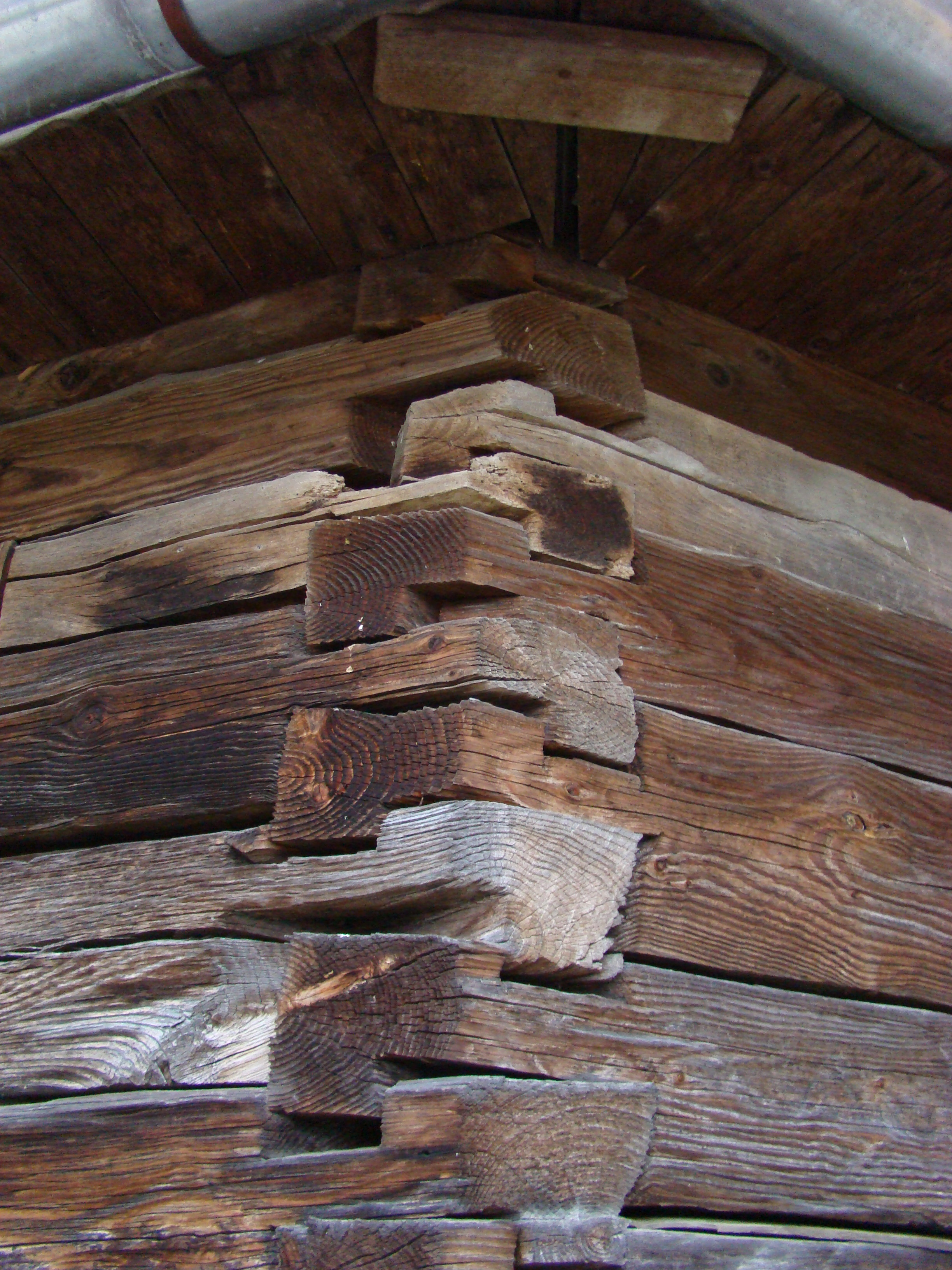
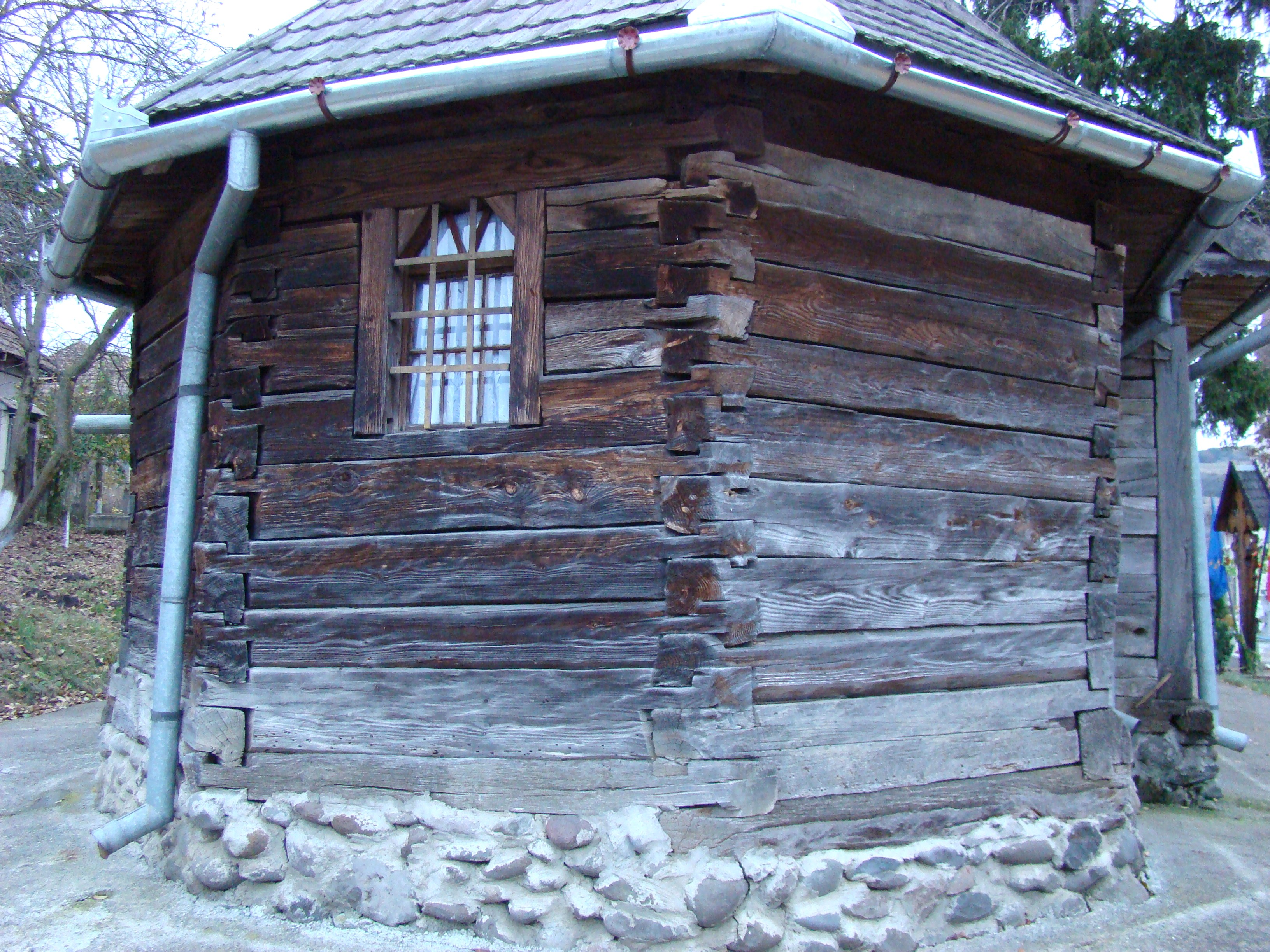
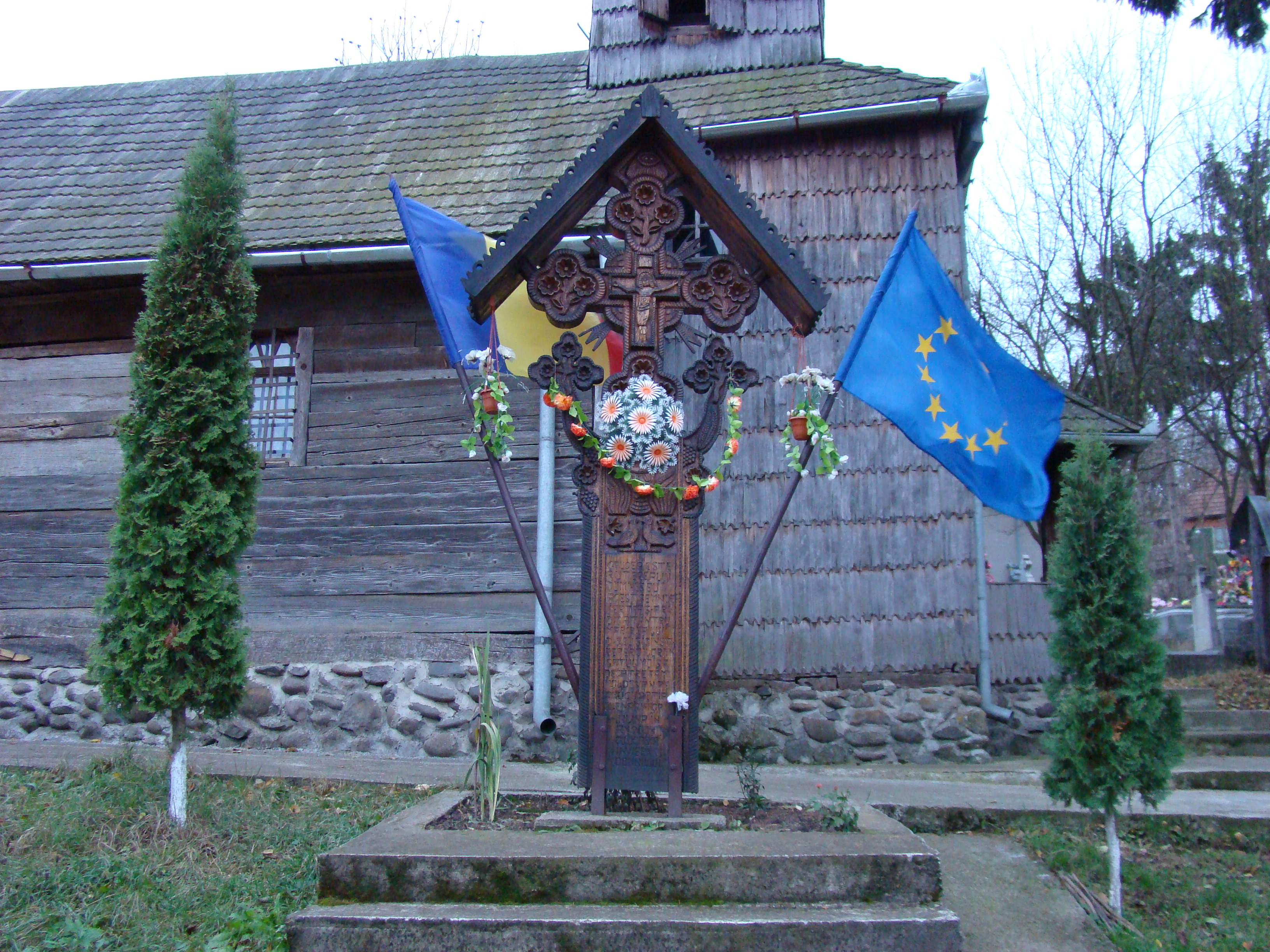
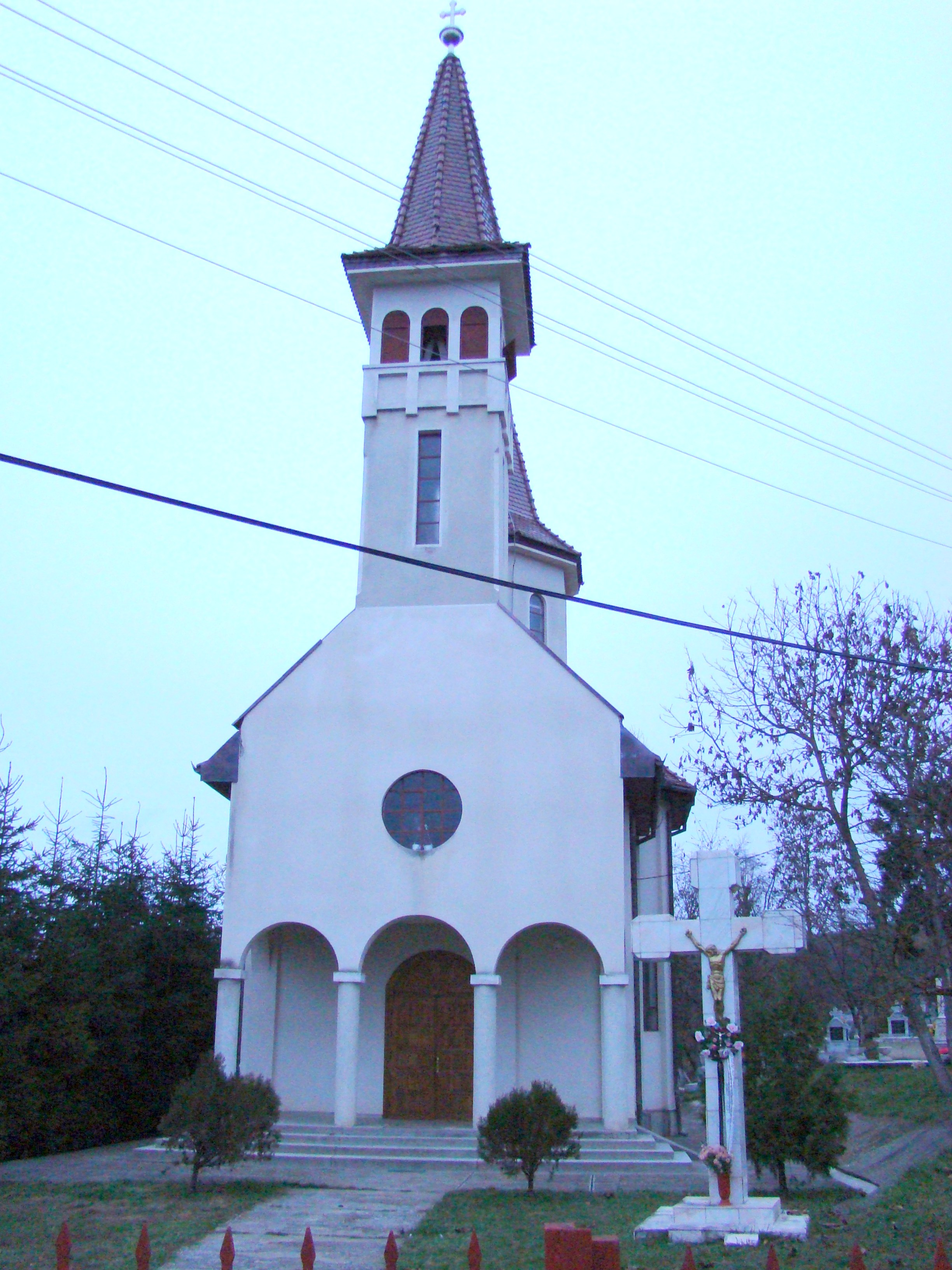
Biserica nouă de zid greco-catolică
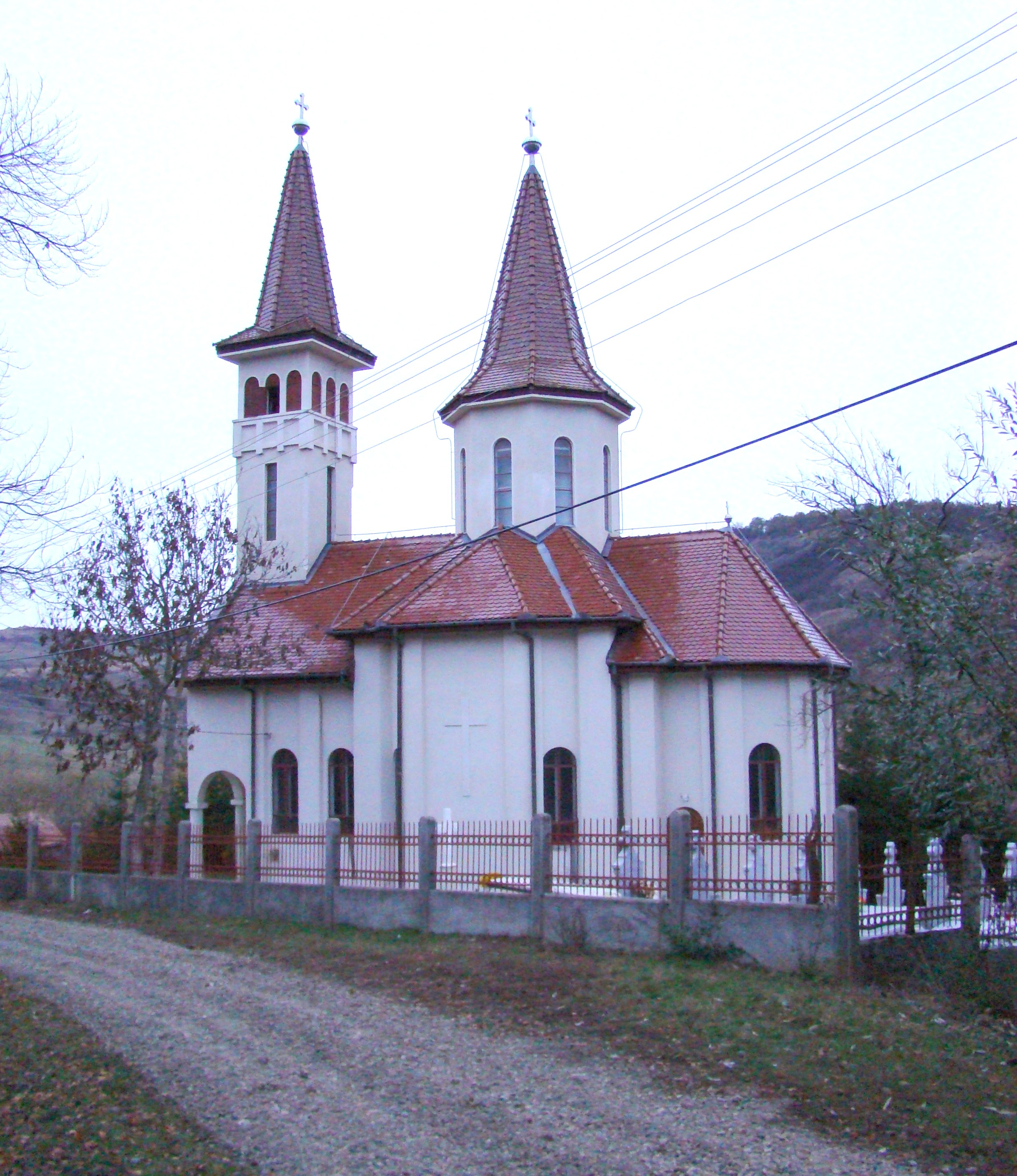

## Imagini din interior

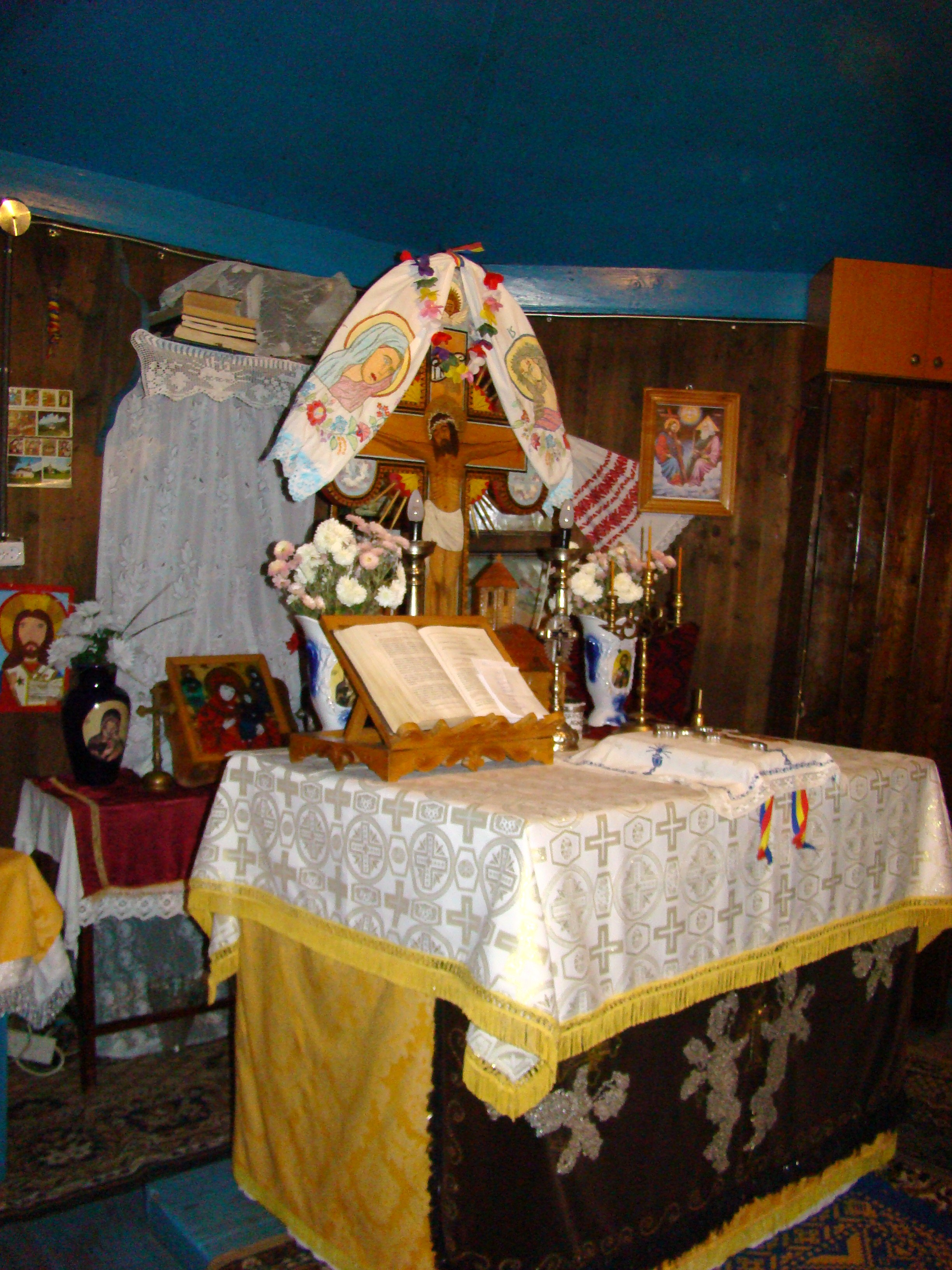
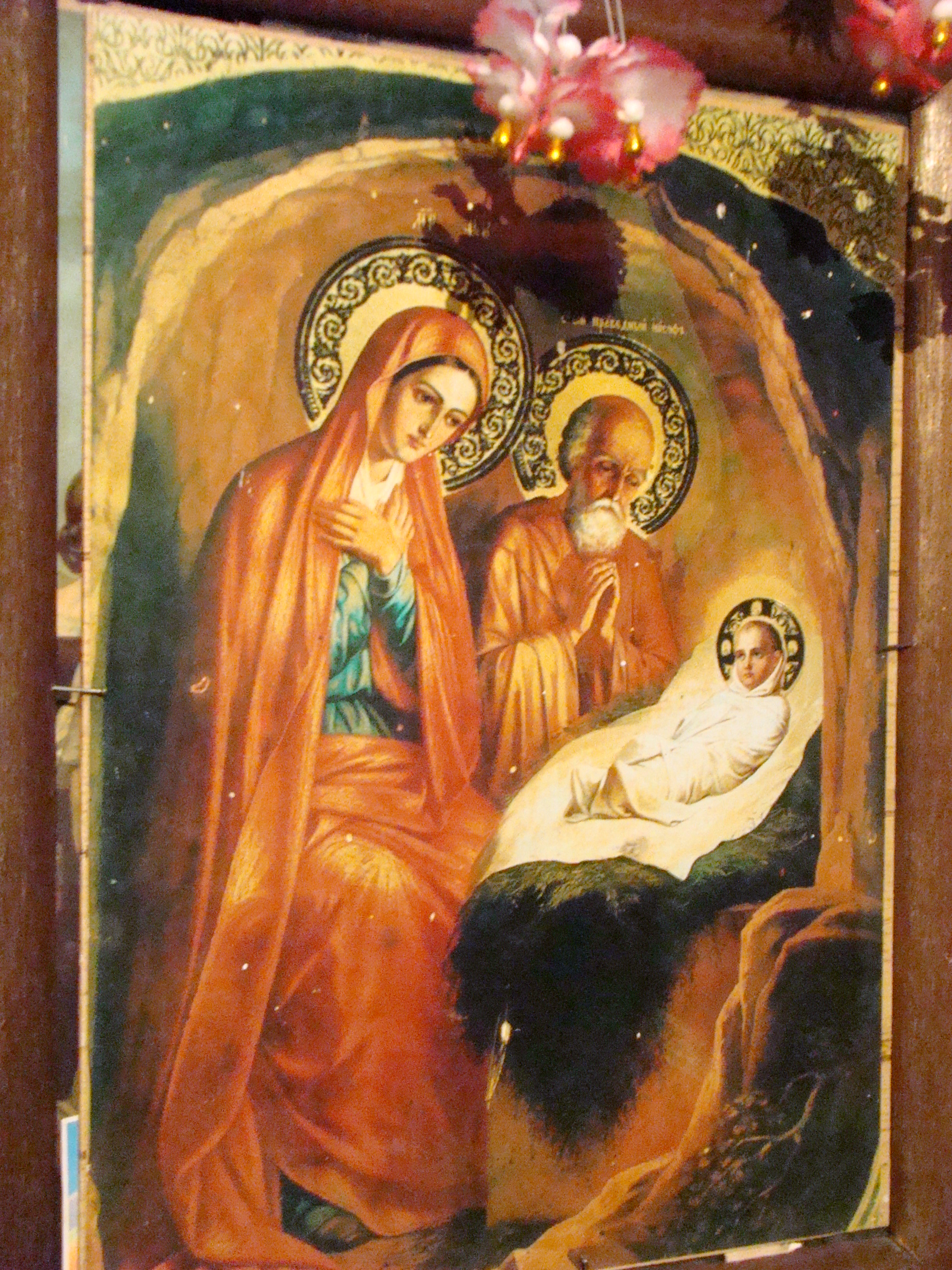
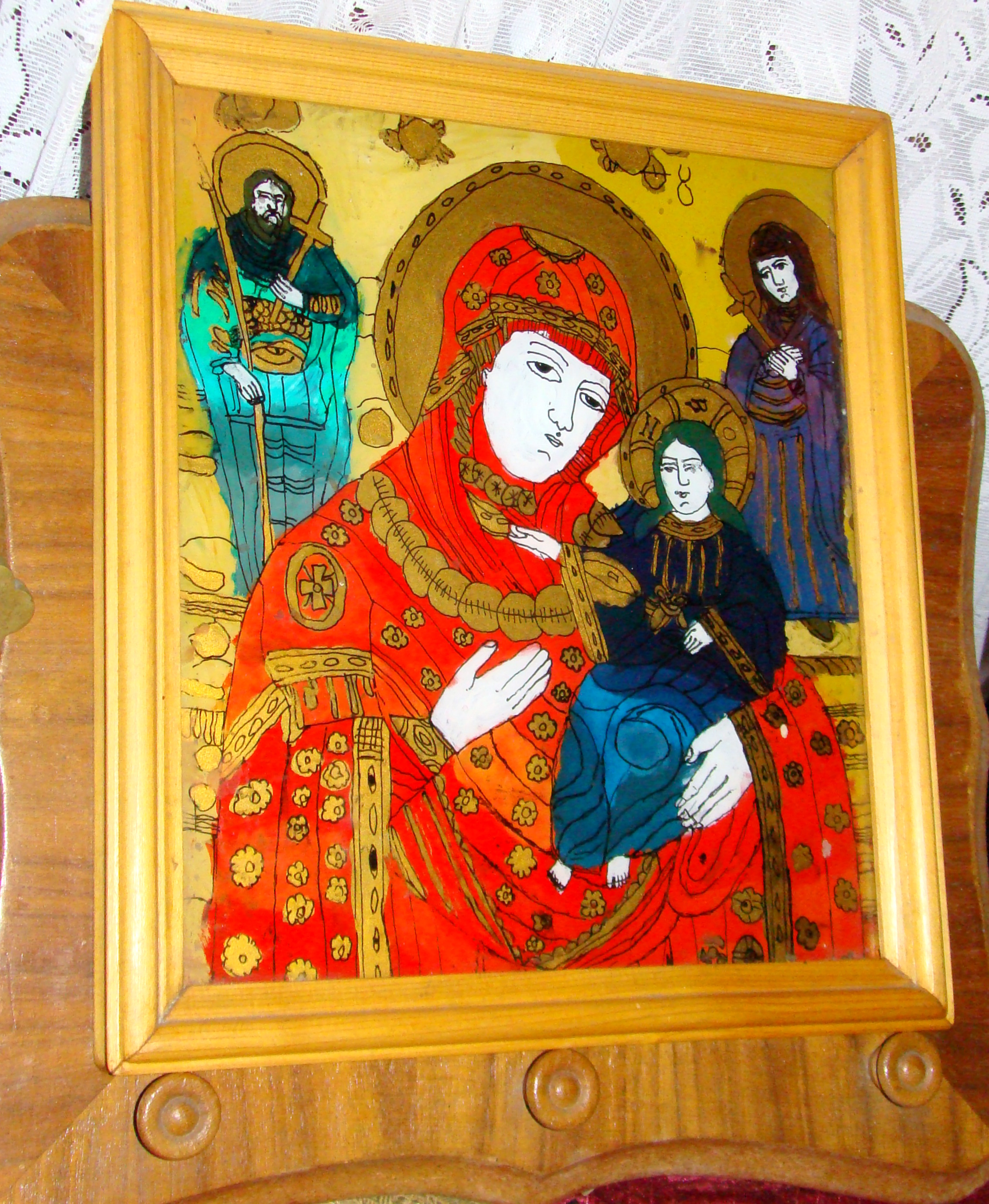
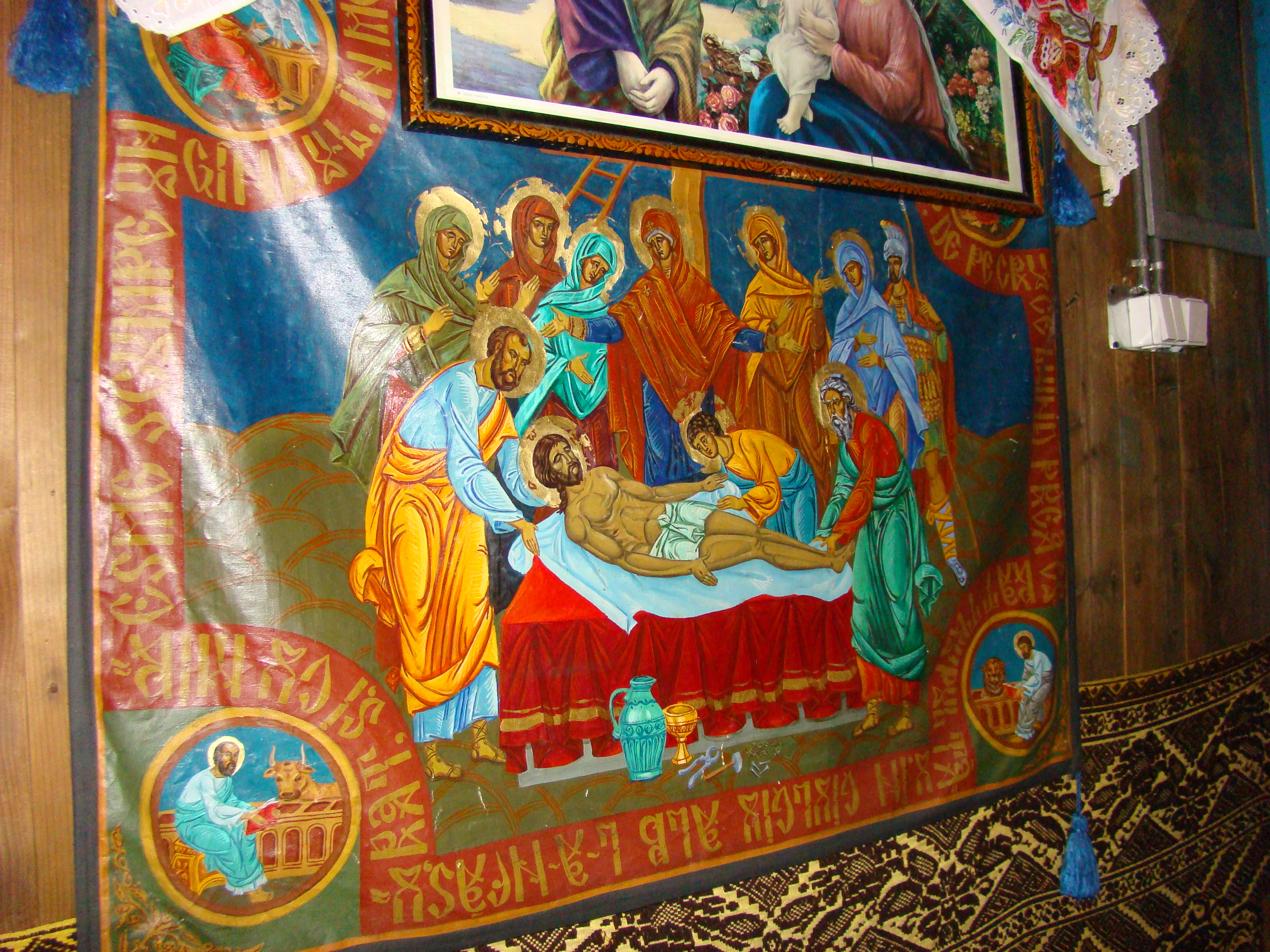
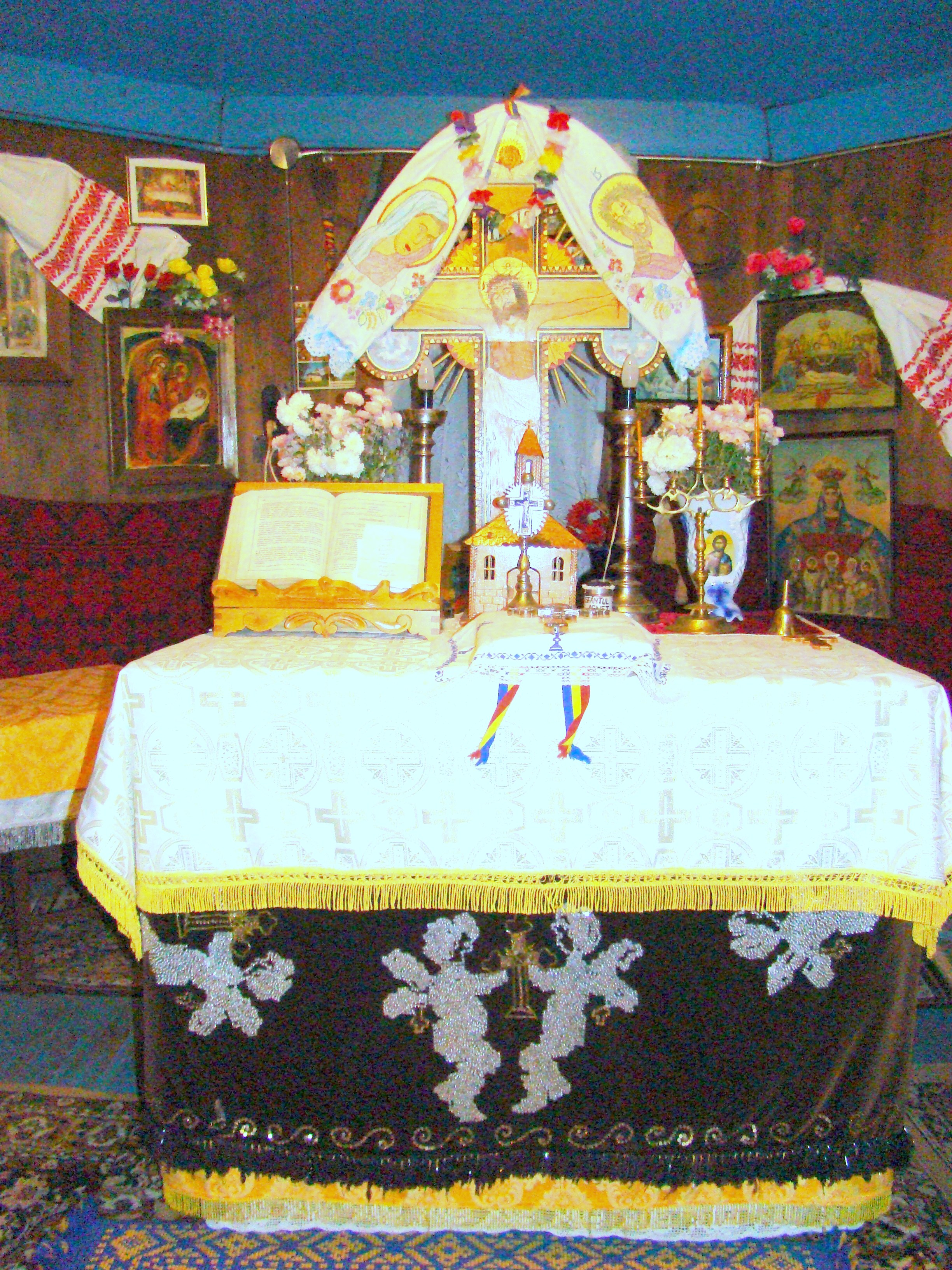
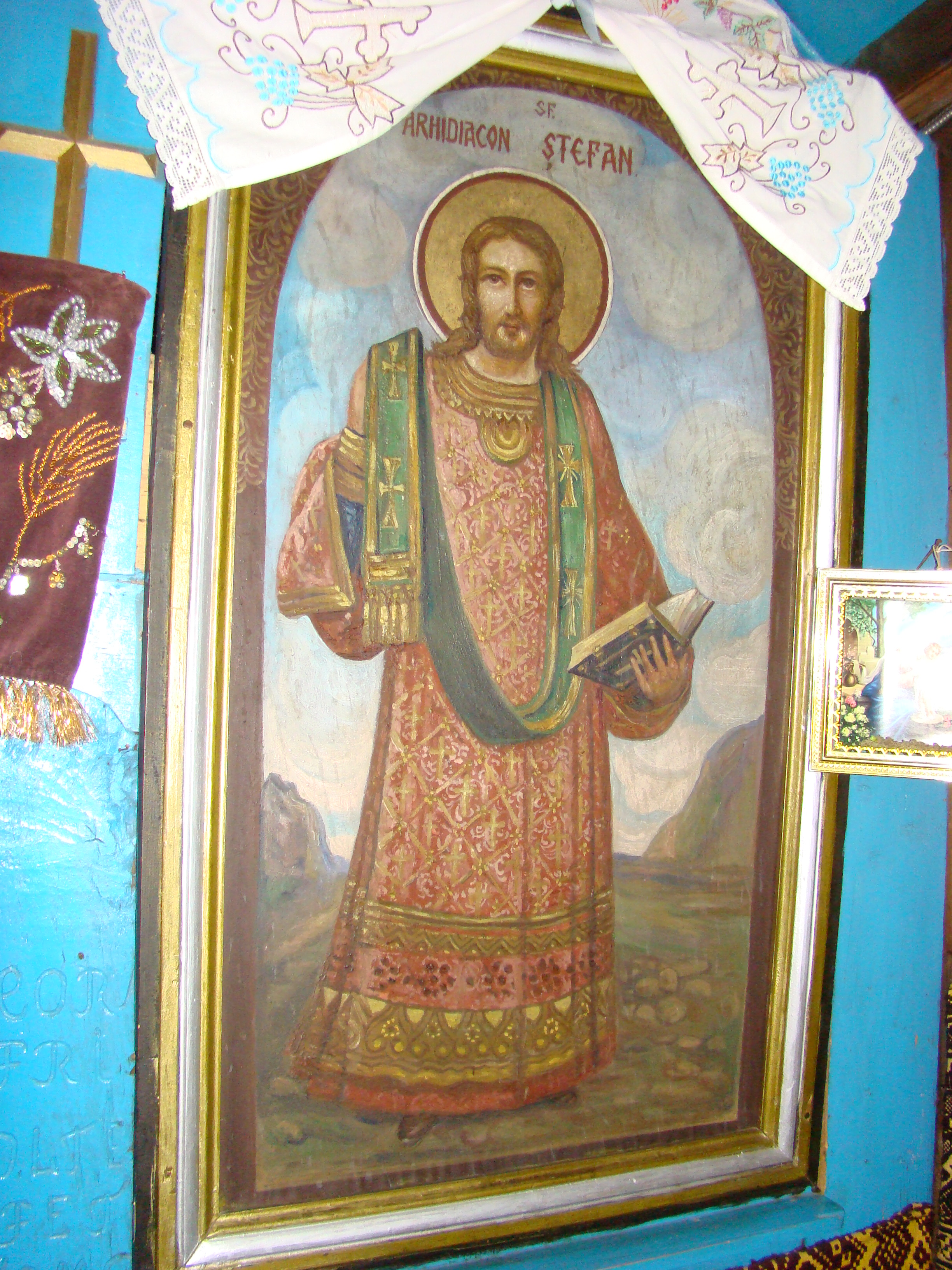
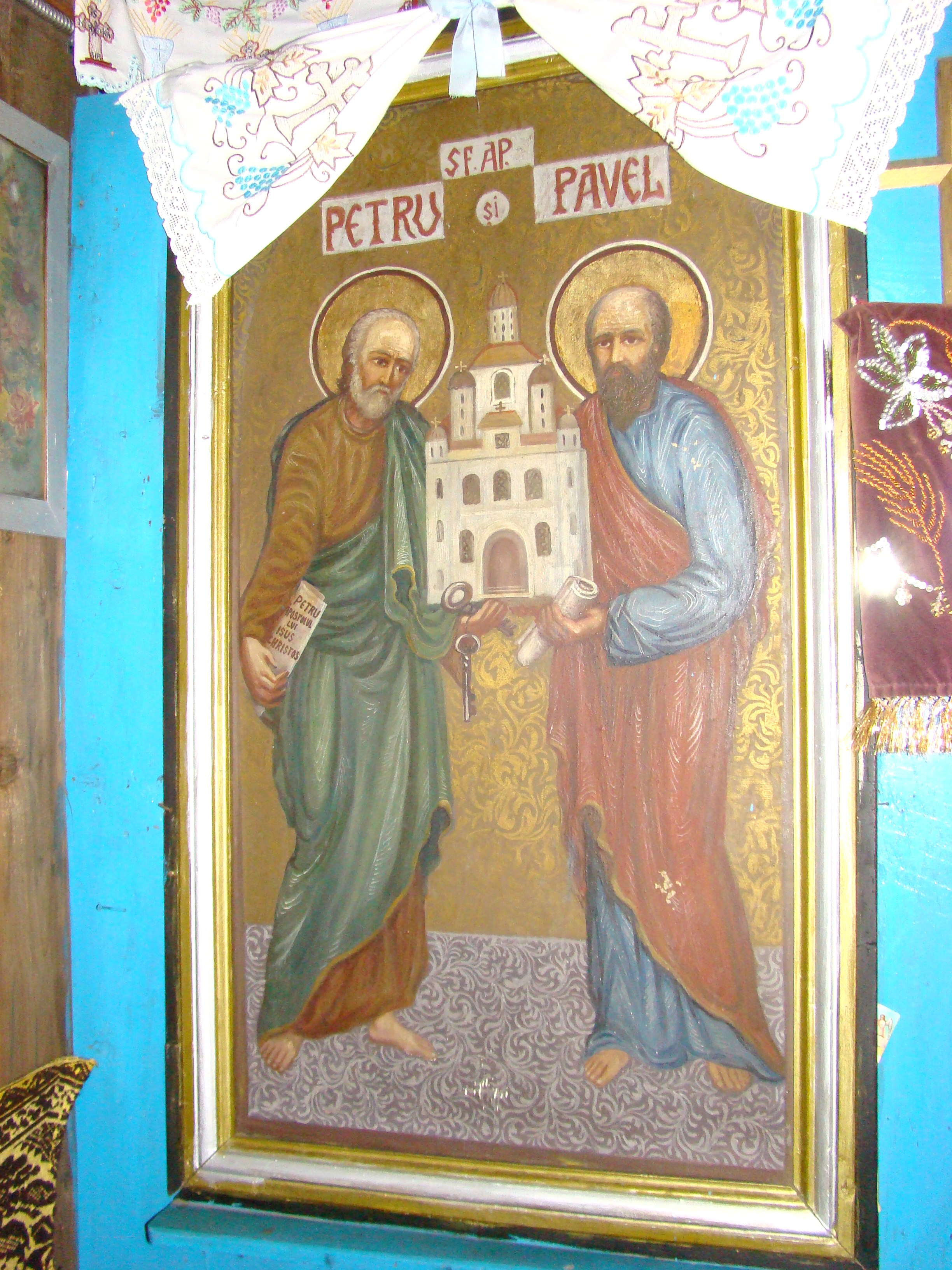
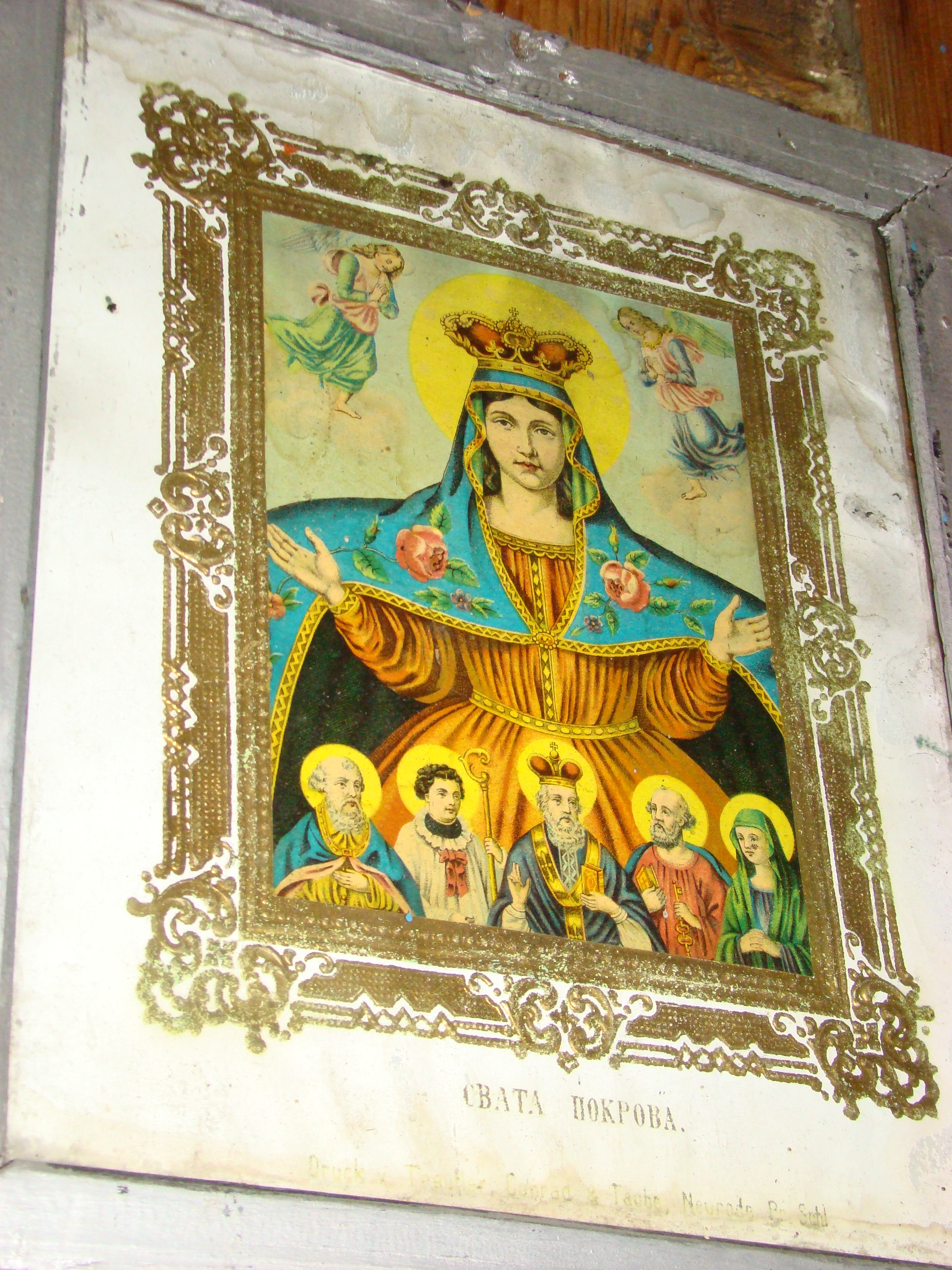
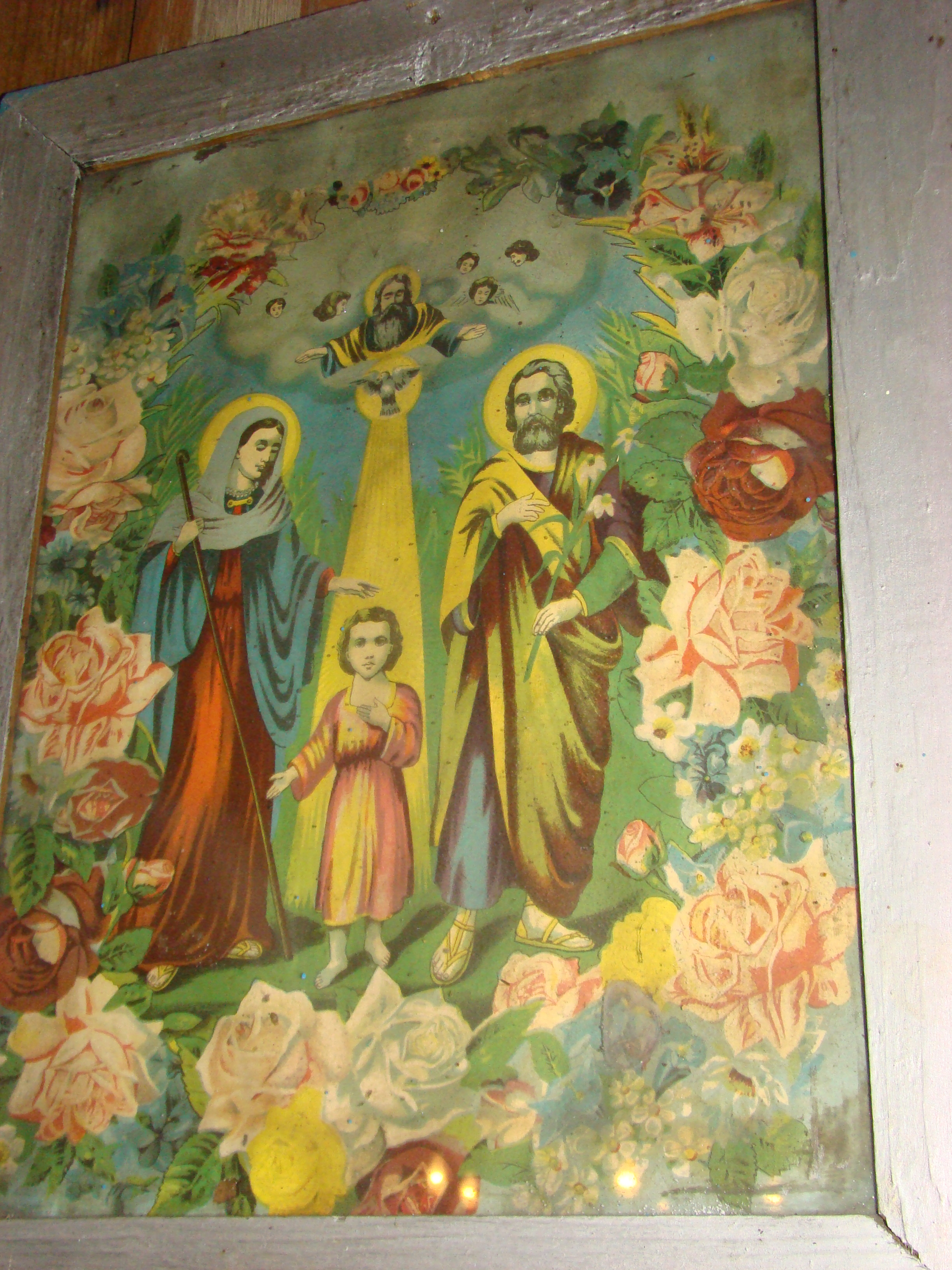
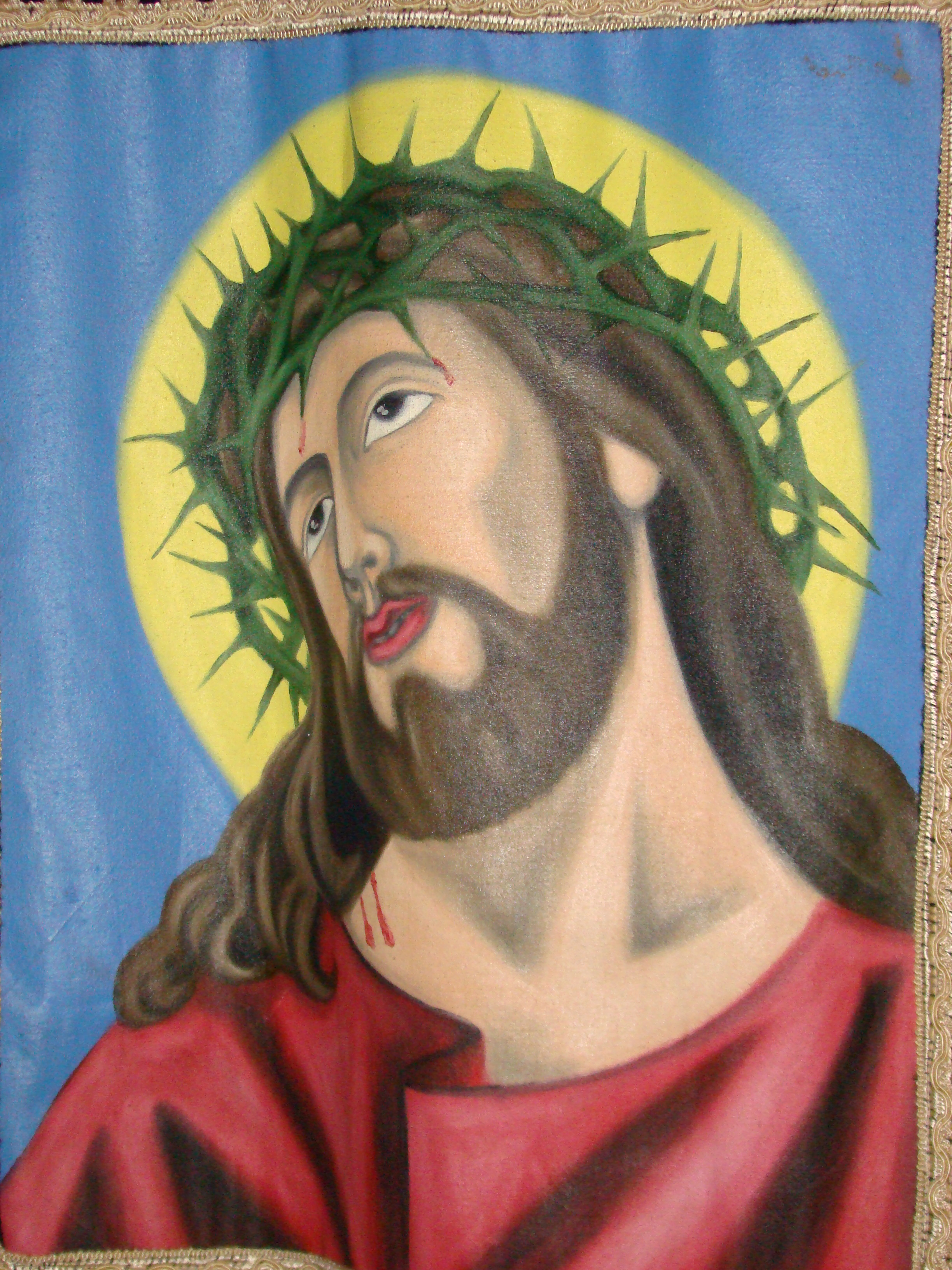
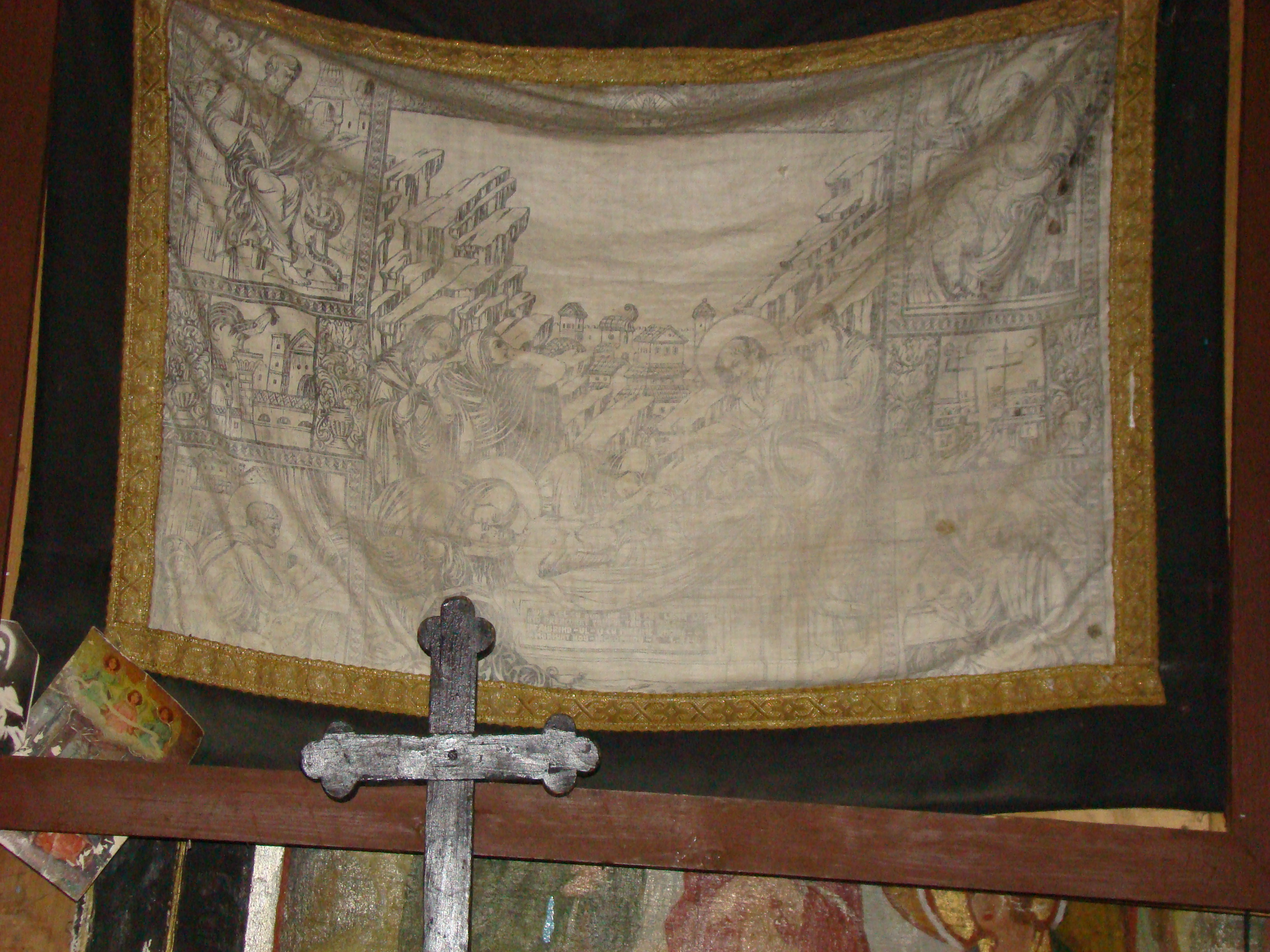
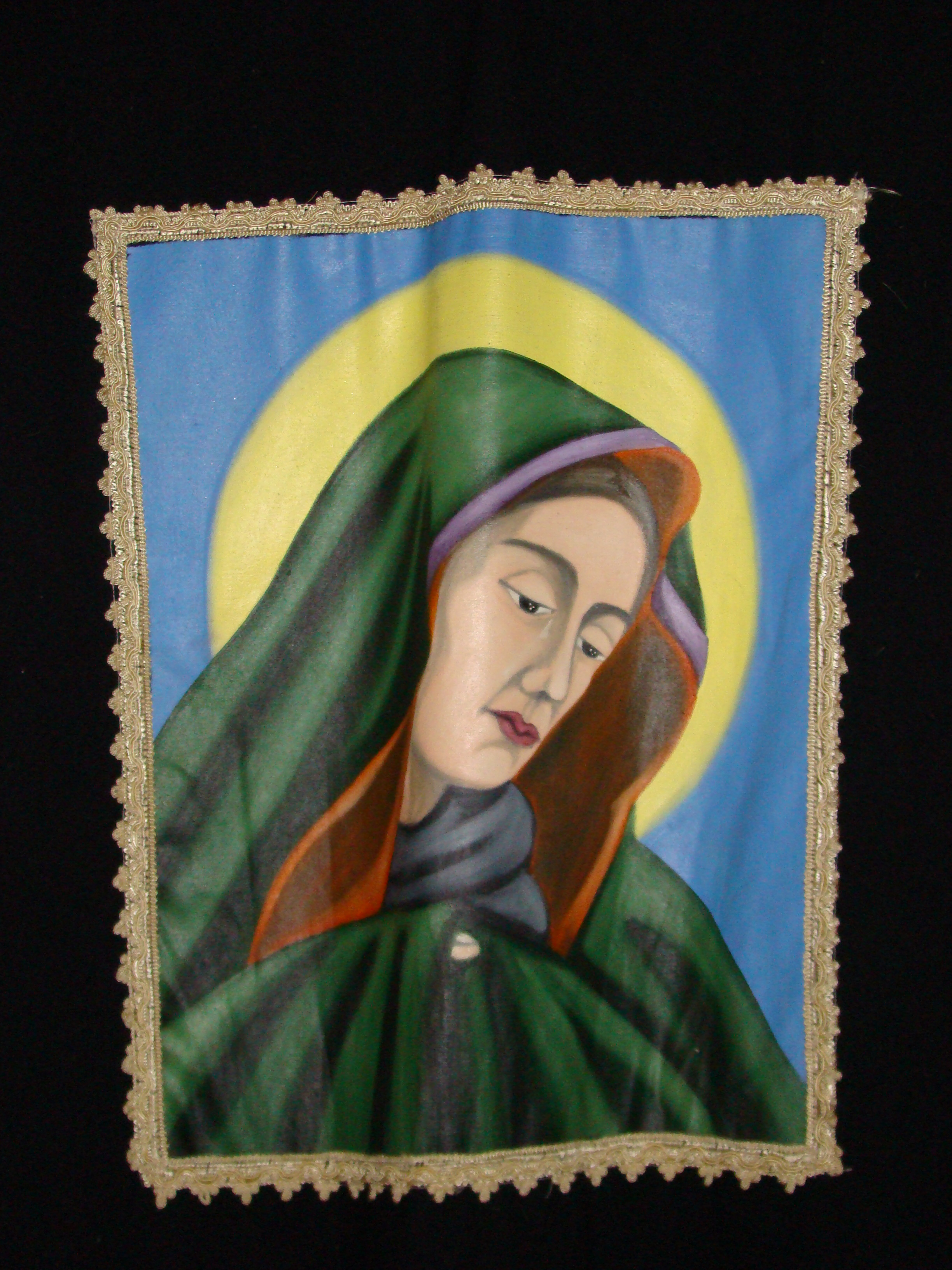
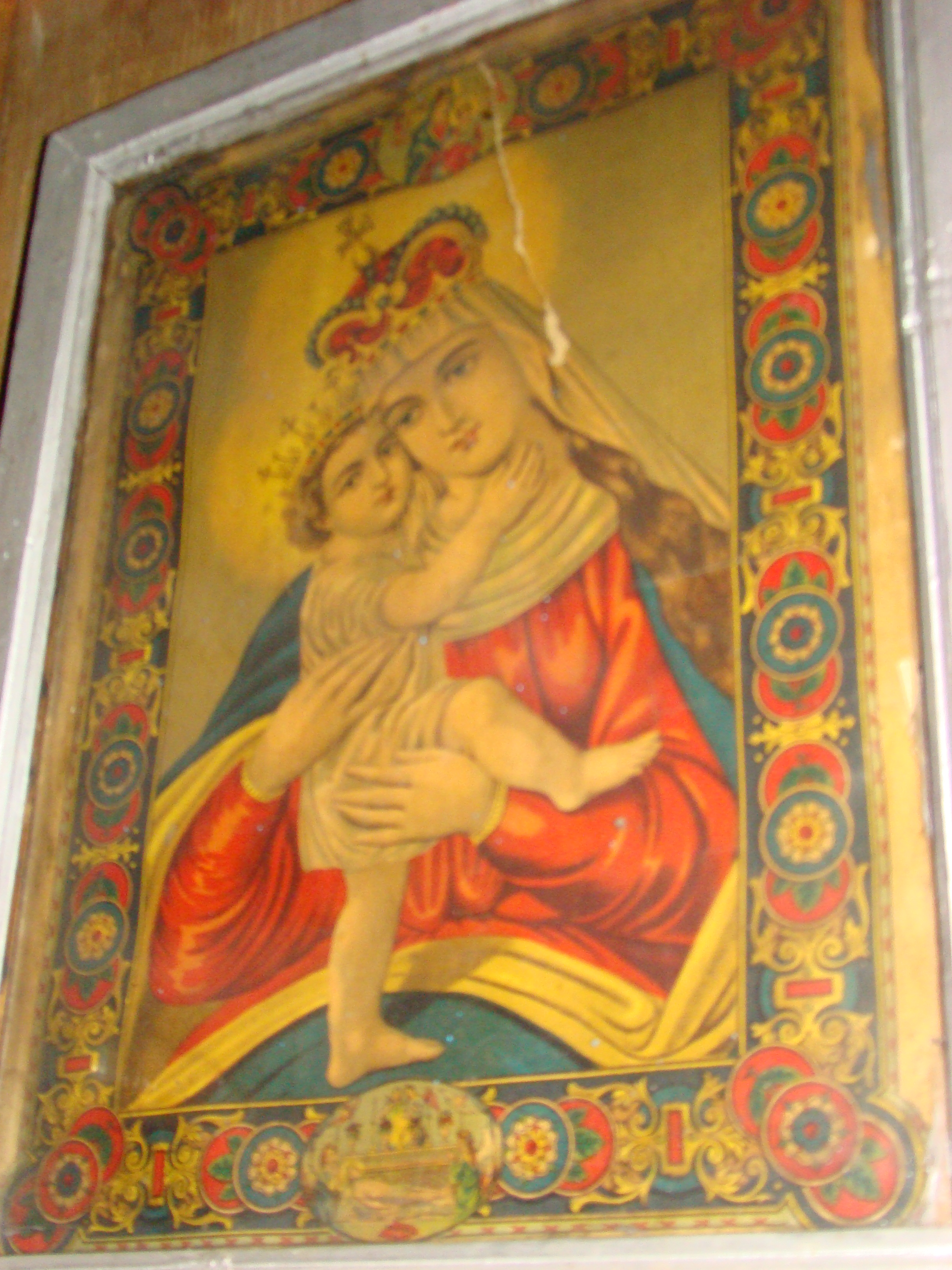
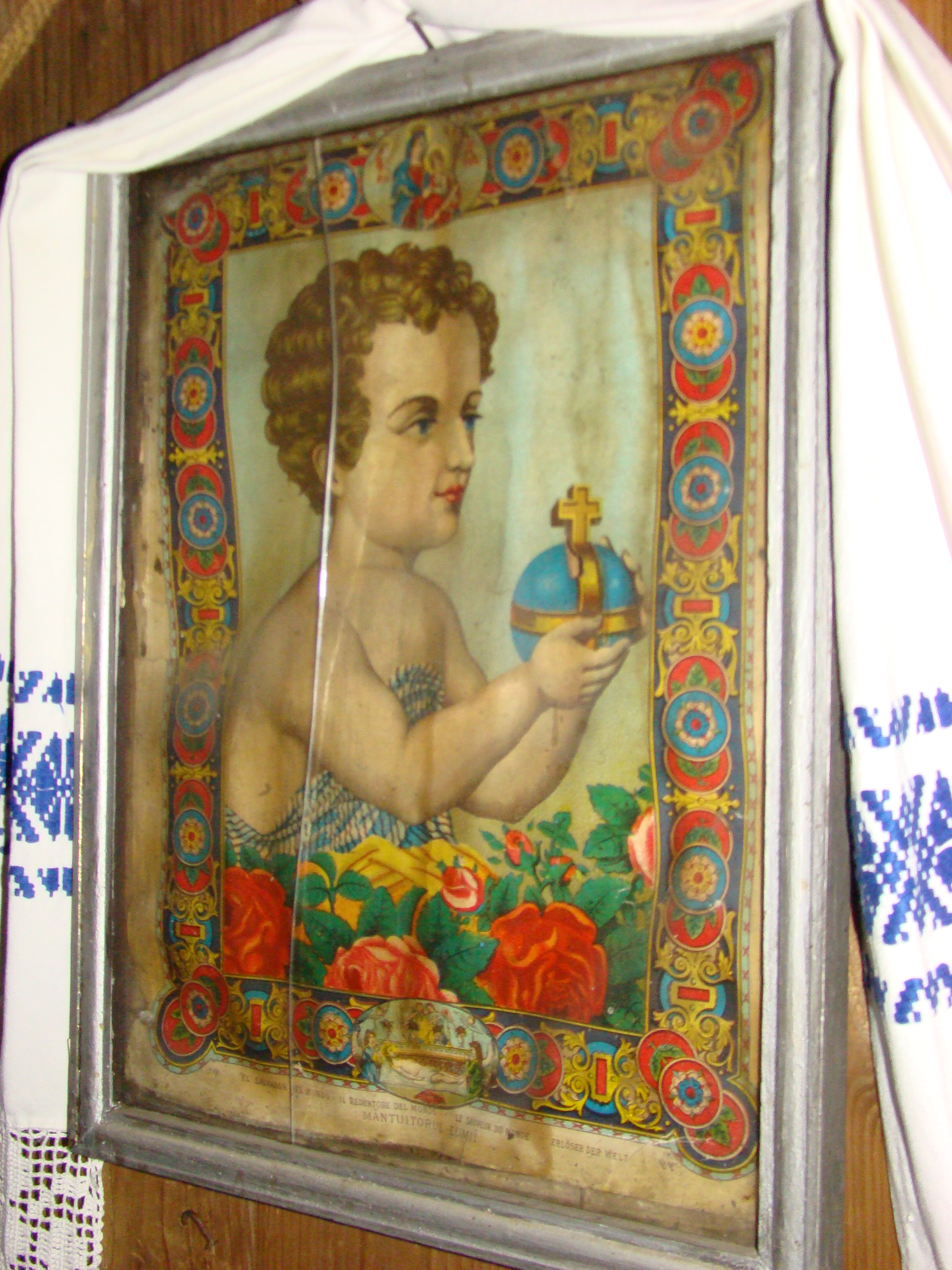
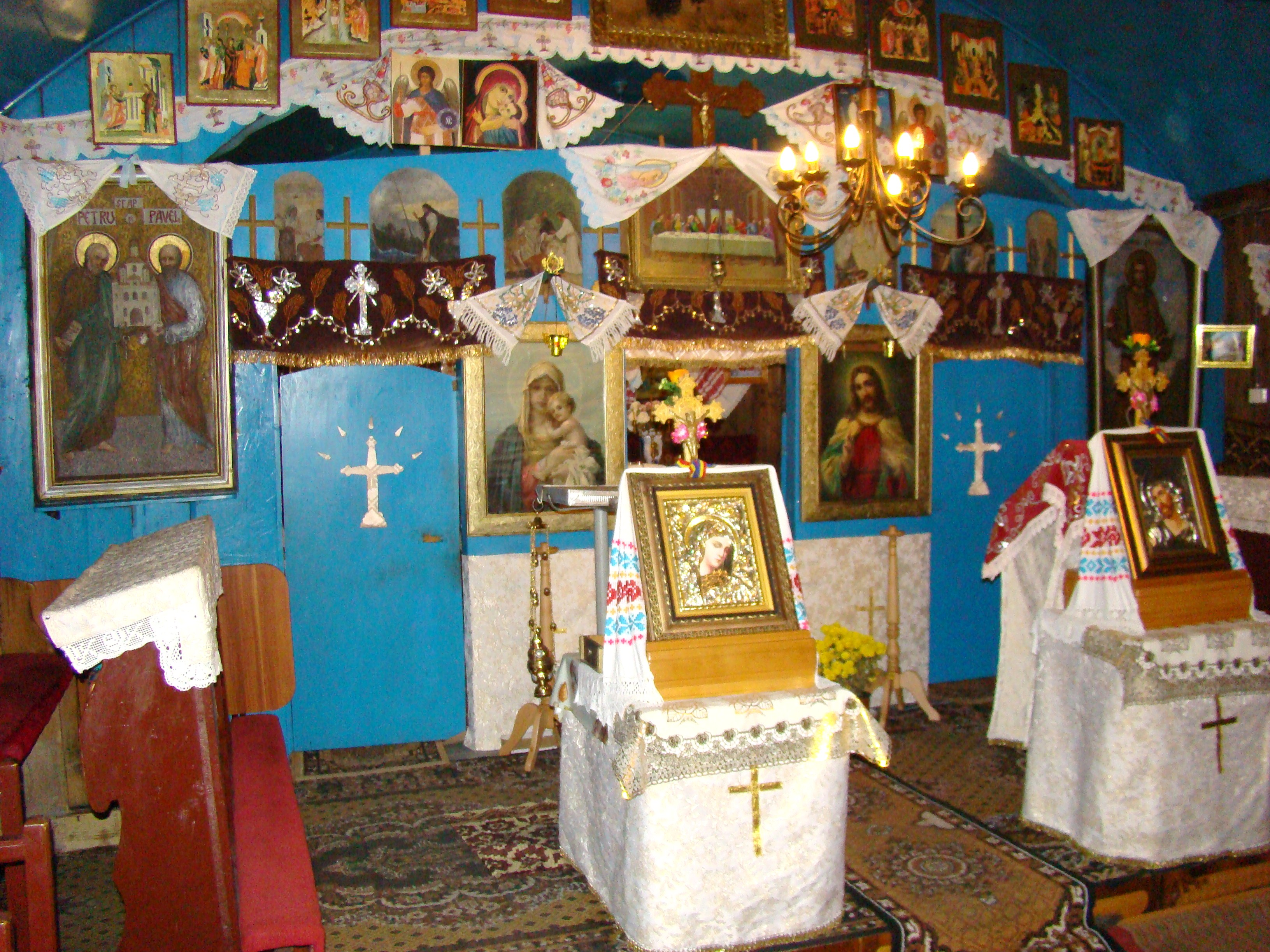
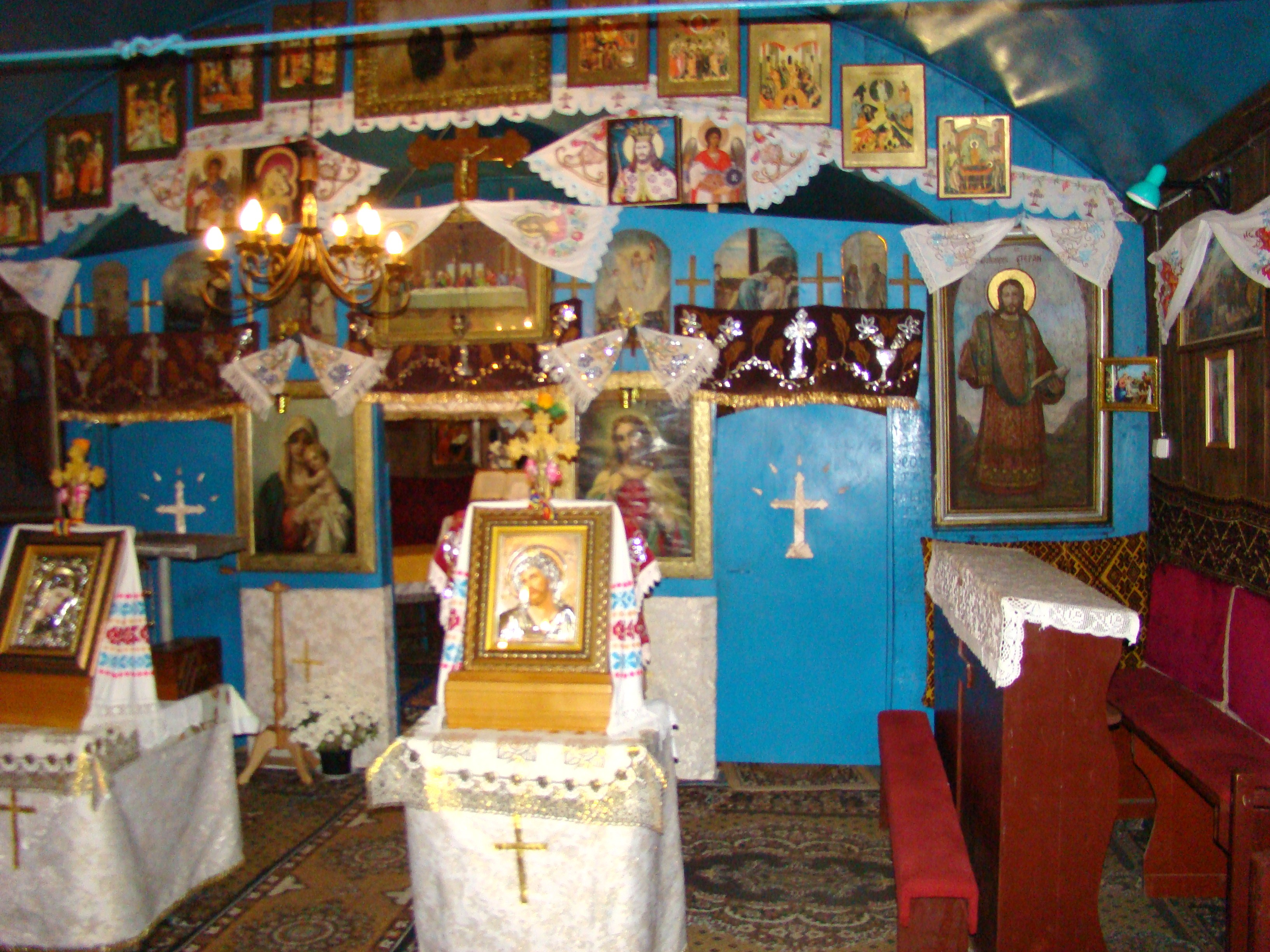
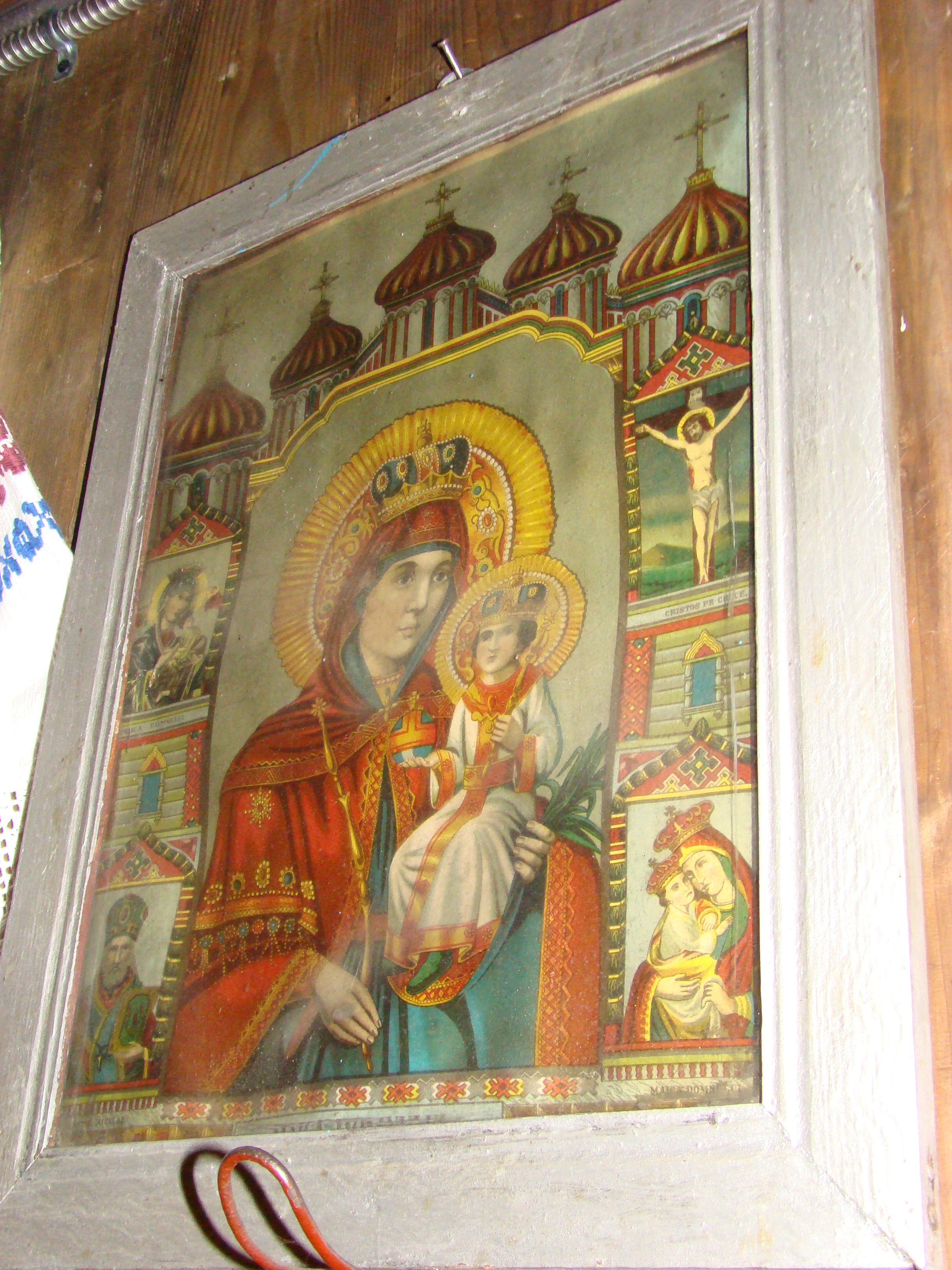
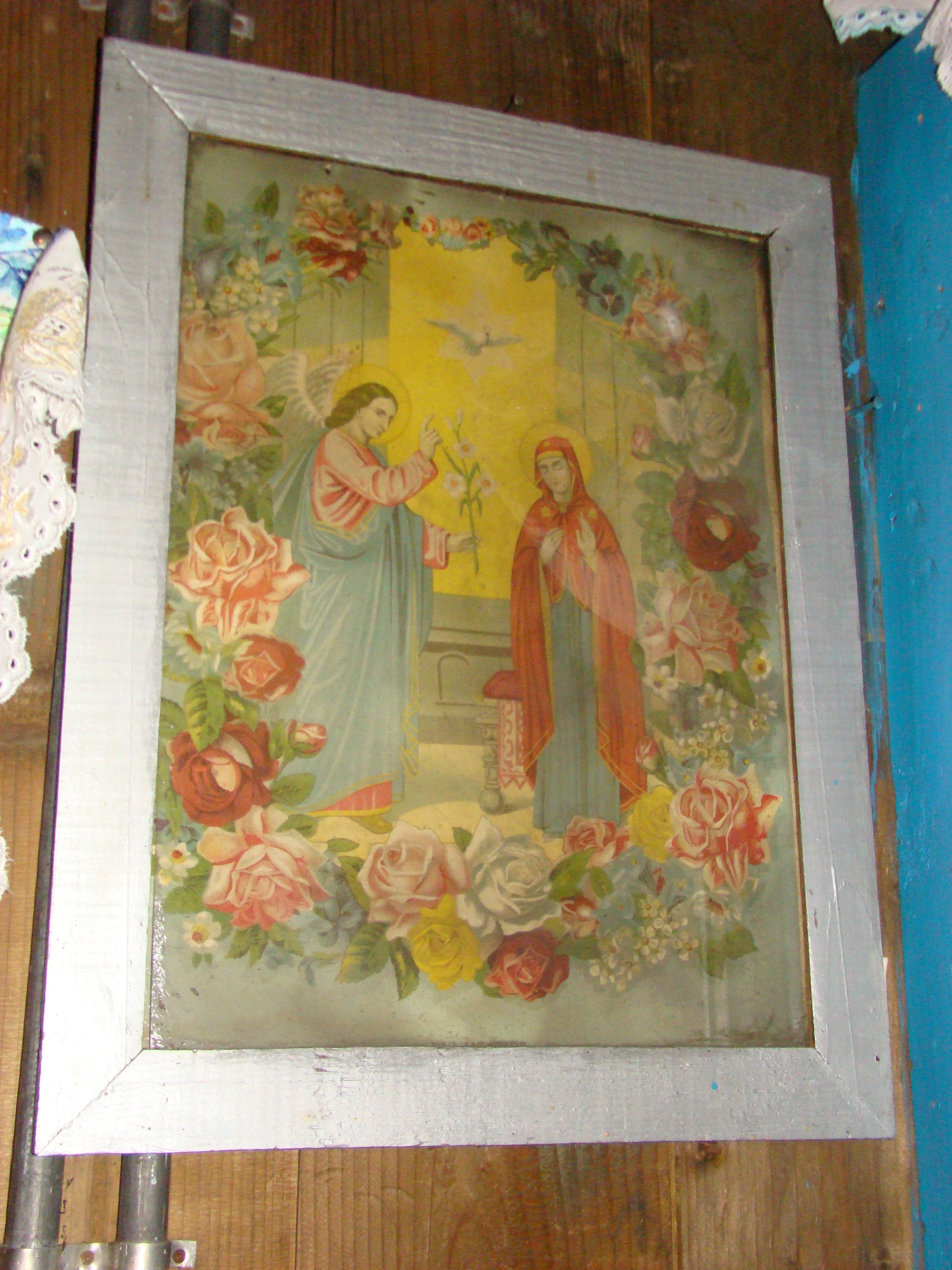
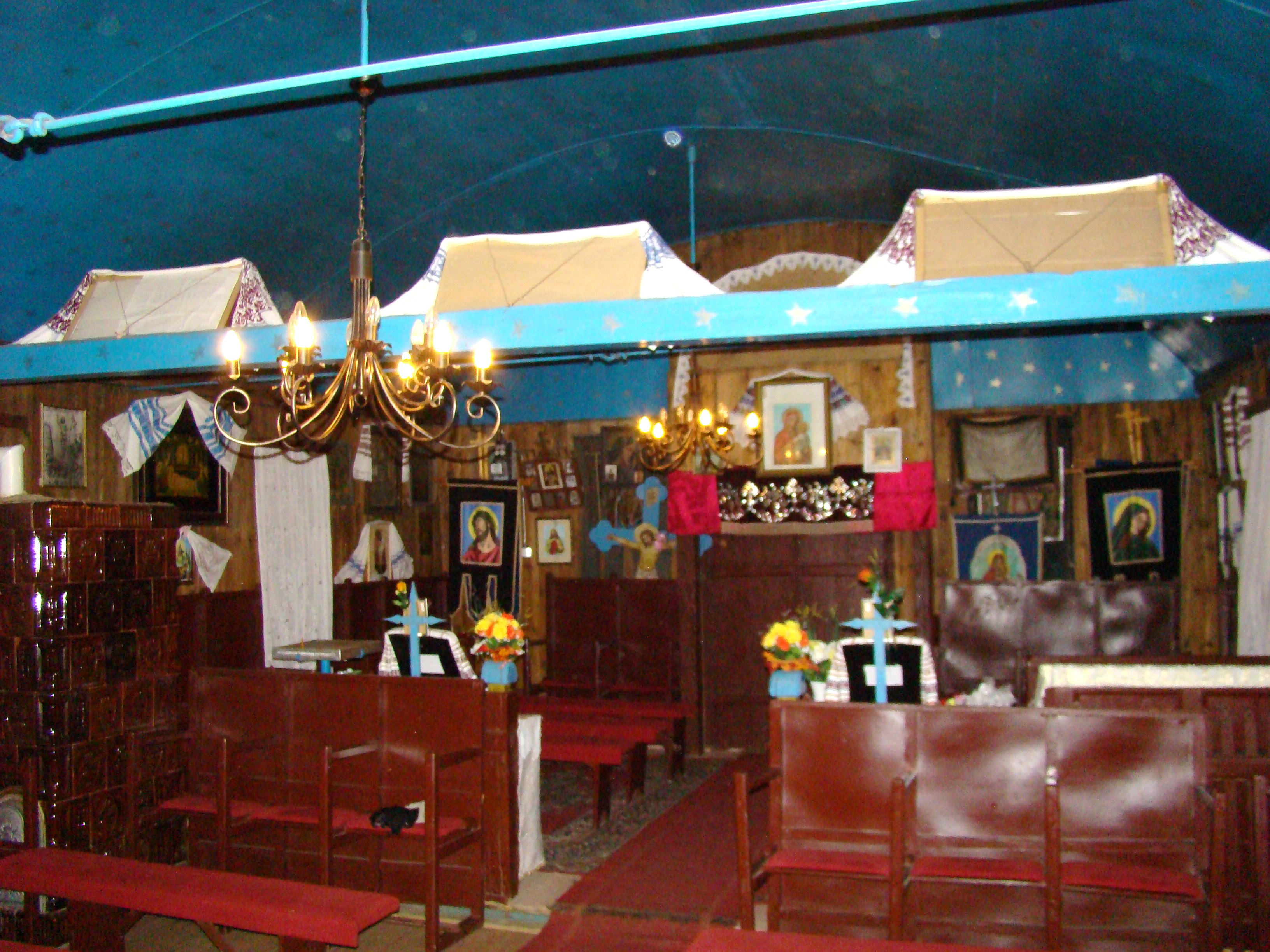